# Dynastia Song
Dynastia Song (chiń. 宋朝; pinyin Sòng Cháo; Wade-Giles Sung Ch’ao, wym. [sʊ̂ŋ ʈʂʰǎu]) – dynastia panująca w Chinach od 960 do 1279 roku, po okresie Pięciu Dynastii i Dziesięciu Królestw, a przed panowaniem dynastii Yuan. Był to pierwszy rząd na świecie, który emitował pieniądz papierowy i pierwszy rząd chiński, który ustanowił stałą marynarkę wojenną. Za czasów tej dynastii po raz pierwszy użyto prochu strzelniczego, jak również odróżniono północ prawdziwą od magnetycznej.
Panowanie dynastii Song dzieli się na dwa okresy: Północną i Południową dynastię Song. Stolicą Północnej dynastii (chiń. 北宋, 960–1127) było północne miasto Bianjing (dzis. Kaifeng), a państwo to kontrolowało większość terenów Chin właściwych. Południowa dynastia Song (chiń. 南宋, 1127–1279) to okres po utracie kontroli nad północnymi Chinami na rzecz dynastii Jin. Dwór cesarski przeniósł się wówczas na południe od Jangcy i założył stolicę w Lin’an (dziś Hangzhou). Choć dynastia utraciła kontrolę nad kolebką cywilizacji chińskiej w dolinie Rzeki Żółtej, nie podcięło to korzeni songowskiej ekonomii, ponieważ południowa dynastia kontrolowała 60% populacji Chin i większość najżyźniejszych ziem. Południowi Songowie znacząco rozbudowali flotę wojenną, by bronić swych granic morskich i śródlądowych, a także by móc prowadzić misje zagraniczne.
Broniąc się przed Jin, a później przed Mongołami, Songowie stworzyli nowe, rewolucyjne technologie wojenne, wśród których najważniejszym było użycie prochu strzelniczego. W 1234 państwo Jin podbili Mongołowie, którzy przejęli kontrolę nad całymi Chinami północnymi, utrzymując burzliwe relacje z południowymi Songami. Mongke, czwarty wielki chan Imperium mongolskiego, zmarł w 1259, oblegając Chongqing. Jego młodszy brat, Kubilaj, został ogłoszony nowym Wielkim Chanem, choć Mongołowie na Zachodzie uznali jego tytuł tylko częściowo. W 1271 Kubilaj ogłosił się cesarzem Chin. Po dwudziestu latach wojen przerywanych okresami pokoju, armie Kubilaja dokończyły podboju państwa Południowej dynastii Song w 1279. Chiny zostały ponownie zjednoczone, tym razem pod panowaniem mongolskiej dynastii Yuan (1271–1368).
Populacja Chin uległa podwojeniu w X–XI wieku, do czego przyczyniły się rozszerzenie uprawy ryżu w południowych i środkowych Chinach, wprowadzenie odmian szybko dojrzewającego ryżu z Azji Południowo-Wschodniej i produkcja dużych nadwyżek żywności. Spis przeprowadzony przez Północną dynastię Song wykazał ok. 50 milionów mieszkańców, bardzo podobną wielkość do tej z czasów dynastii Han i Tang (informacje o tym spisie znajdują się w Dwudziestu Czterech Oficjalnych Historiach). Ocenia się jednak, że ludność Chin w czasach północnych Songów sięgnęła 100 milionów, by wzrosnąć do 200 milionów w czasach mingowskich. Ten wielki wzrost ludności umożliwił rewolucyjne zmiany w ekonomii przednowoczesnych Chin. Wzrost ten był także prawdopodobnym powodem wycofania się rządu z silnego regulowania gospodarki rynkowej. Innym skutkiem był wzrost znaczenia gentry konfucjańskiej, która odgrywała ważną rolę w lokalnej administracji i życiu lokalnych społeczności. Polegali na niej oficjalnie mianowani urzędnicy cesarscy z władz prowincjonalnych i powiatowych, mogąc liczyć na jej wsparcie, nadzór nad bieżącymi sprawami i wsparcie finansowe.
Życie społeczne czasów songowskich było nader ożywione; do rozrywek elity należało zbieranie i podziwianie dzieł sztuki, a w czasie świąt i festiwali wszystkie klasy społeczne spotykały się i mieszały podczas obchodów. W miastach całe dzielnice poświęcone były rozrywkom. Druk całostronicowy, a następnie wynalezienie czcionki ruchomej w XI w., przyczyniły się do rozwoju i upowszechniania literatury i wiedzy. Na wysokim poziomie stała technologia i sztuka inżynierska, nauka, filozofia, matematyka i inne dziedziny wiedzy. Filozofia konfucjańska została odświeżona dzięki pracom takich filozofów jak Cheng Yi i Zhu Xi, których komentarze, często pod wpływem filozofii buddyjskiej oraz nowe rozumienie tekstów klasycznych, doprowadziły do powstania nowej szkoły: neokonfucjanizmu. Wielkiego znaczenia nabrała też (istniejąca od czasów dynastii Sui) instytucja egzaminów urzędniczych i stała się głównym czynnikiem zmiany elity chińskiej z arystokratycznej na urzędniczą.

## Historia

### Północna dynastia Song, 960–1127
Założyciel dynastii Song, Zhao Kuangyin (późniejszy cesarz Taizu, 960–976), był dowódcą gwardii ostatniej z Pięciu Dynastii, Późniejszej dynastii Zhou (951–960), której udało się utworzyć w północnych Chinach silny i stabilny rząd. Mimo to po tym jak w roku 959 władza w Zhou znalazła się w rękach siedmioletniego dziecka żołnierze obwołali cesarzem Zhao Kuangyina. Wykorzystując potencjał odziedziczonego państwa Taizu, przystąpił do jednoczenia Chin, podbijając państwa, na jakie rozpadły się one po upadku dynastii Tang. Ustanowił silny centralny rząd z siedzibą w Kaifengu, oparty na systemie egzaminów na stopnie urzędnicze, co zapewniło stabilność administracji i dopływ kompetentnych urzędników. Proces jednoczenia Chin zakończył brat i następca Taizu, Taizong (976–997), podbijając w roku 979 państwo Północne Han. Podjęta jednak natychmiast po tym sukcesie wyprawa przeciwko kitańskiej dynastii Liao, mająca na celu odbicie należących niegdyś do dynastii Tang tzw. Szesnastu Prefektur, zakończyła się klęską.

Portret dworski cesarza Song Taizu. Narodowe Muzeum Pałacowe

Dwór songowski utrzymywał stosunki dyplomatyczne z Ćolą, Egiptem pod rządami Fatymidów, Śriwidźają czy chanatem Karachanidów w Azji Środkowej i innymi krajami, które były także partnerami handlowymi. Jednak największy wpływ na politykę chińską, tak wewnętrzną, jak i zagraniczną, wywierali najbliżsi sąsiedzi. Od chwili powstania, Songowie utrzymywali bliskie kontakty (na zmianę pokojowe i wojenne) z dynastią Liao z północnego wschodu i z tanguckim państwem Xixia na północnym zachodzie. Polityka Songów wobec Liao była zdeterminowana ich dążeniem do odzyskania Szesnastu Prefektur. Liao odparło jednak ataki songowskie, i samo kontynuowało najazdy na północne tereny ich państwa aż do 1005 roku, kiedy to podpisano traktat z Shanyuan, w którym oba cesarstwa uznawały się wzajemnie na zasadach równości, przy czym Song miało wypłacać Liao coroczną „kontrybucję na wydatki wojskowe” w wysokości 200 tys. zwojów jedwabiu i 100 tys. liangów srebra. Traktat ten „utorował drogę stuleciu stabilności i pokojowej koegzystencji”, zaś wielkość daniny nie miała negatywnego wpływu na ekonomię cesarstwa, ponieważ stanowiła równowartość produkcji jedynie jednej songowskiej prefektury, a handel Songów z Kitanami przynosił im znaczną nadwyżkę. Tanguci byli tradycyjnymi wasalami Chin na zachodnim skraju Ordosu, jednak Songowie doprowadzili do wybuchu wojny z nimi, próbując w roku 982 wykorzystać konflikt w ich rodzinie panującej do bardziej bezpośredniego podporządkowania tego ludu Chinom. Przyniosło to skutek odwrotny od zamierzonego, ponieważ niechętna Chinom część Tangutów podjęła z nimi walkę podjazdową, w rezultacie której w roku 1006 cesarz Zhenzong (997–1022) faktycznie uznał niezależność Xixia, przyznając ich władcy tytuł chińskiego namiestnika i księcia (wang). Do ponownego wybuchu wojny z Tangutami doszło kiedy ich władca Weiming Yuanhao w roku 1038 ogłosił się cesarzem i zażądał uznania tego tytułu przez Songów. Kompromis zawarto w roku 1044, kiedy Tanguci zgodzili się na formalne podporządkowanie Songom, którzy jednak przystali na płacenie corocznych podarunków będących faktycznie formą trybutu. Stosunki pomiędzy oboma państwami uległy ponownemu pogorszeniu w roku 1067, kiedy jeden z chińskich urzędników nadgranicznych zajął tanguckie miasto Suizhou (dzis. Suide w prefekturze Yulin). Kolejne ofensywy Songów w latach 1081–1083, 1091–1093 i 1096–1099 nie przyniosły zdecydowanego powodzenia. W roku 1104 Chińczycy ostatecznie zdobyli Qingtang, które przemianowali na Xining, jednak region Kuku-noru „aż do końca Północnych Song (1128) pozostał strefą ciągłego konfliktu pomiędzy Chińczykami z jednej strony a Tybetańczykami i Tangutami z drugiej”. Innym ważnym konfliktem była wojna z wietnamską dynastią Lý, stoczona w latach 1075–1077; jej przyczyną były konflikty graniczne i zerwanie przez Songów kontaktów handlowych z królestwem Đại Việt. Po poważnych stratach poniesionych podczas rajdu przeciwnika na Guangxi, generał Guo Kui (1022–1088) wdarł się na terytorium Wietnamu, sięgając aż do Thăng Long (dzisiejsze Hanoi). Ciężkie straty po obu stronach skłoniły wietnamskiego dowódcę Thường Kiệta (1019–1105) do rozpoczęcia rozmów pokojowych, co umożliwiło obydwu państwom wycofanie się z wojny. Ostatecznie w 1082 roku Song i Lý wymieniły między sobą zajęte tereny i jeńców wojennych.

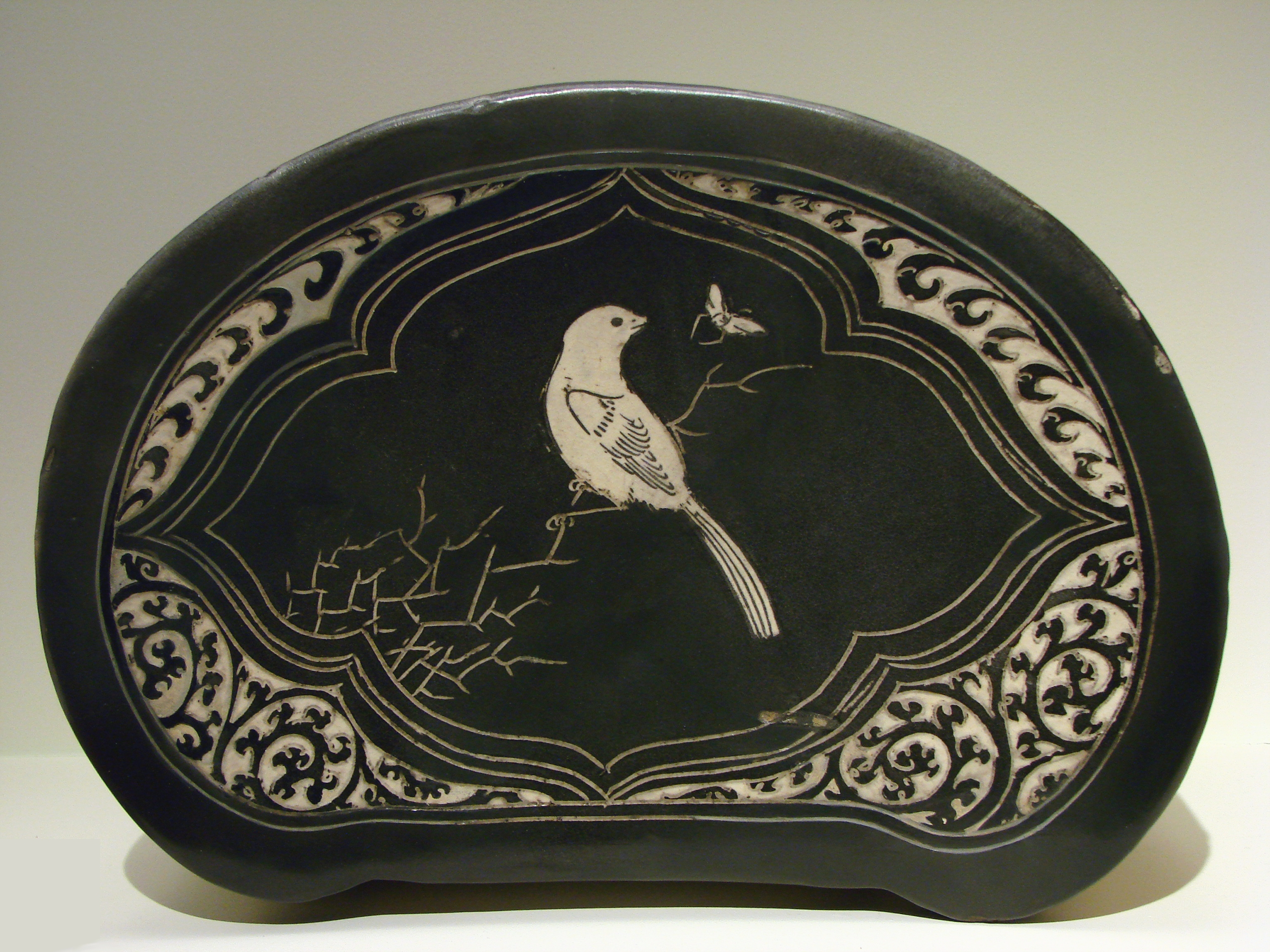
Poduszka z piaskowca, zdobiona biało-czarno-brązową, rytą warstwą ceramiczną, z czasów północnej dynastii Song, XII wiek. Muzeum Guimet

Stopień złożoności społeczeństwa z czasów Song, szybko rozwijająca się gospodarka, wymagały sprawnych i innowacyjnych działań rządów. Wśród ministrów panowały wielkie rozbieżności w opiniach na temat najlepszej polityki, jaką należało prowadzić i dwór w XI wieku pozostawał podzielony między rywalizujące frakcje. Pierwszą ofiarą tej rywalizacji był Fan Zhongyan (989–1052), kanclerz, który podjął próby reform, polegające na usprawnieniu systemu selekcji urzędników, podniesieniu pensji niższych urzędników i ustanowieniu systemu stypendialnego, by pozwolić szerszej grupie ludzi na zdobycie wykształcenia, a co za tym idzie – szansy na pracę w administracji państwowej. Gwałtowne sprzeciwy zmusiły Fana do ustąpienia, a jego następcą na dworze został Wang Anshi (1021–1086). Korzystając z poparcia cesarza Shenzonga (1067–1085), Wang poddał system kształcenia i biurokrację państwową surowej krytyce. Aby wyrugować to co postrzegał jako korupcję i zaniedbania, Wang wdrożył plan tzw. „nowej polityki”, obejmujący reformę podatku ziemskiego, ustanowienie kilku nowych monopoli państwowych, rozbudowę wojsk i milicji oraz podniesienie standardów egzaminów urzędniczych, by ułatwić do nich dostęp ludziom posiadającym doświadczenie w zarządzaniu państwem. Reformy wywołały na dworze głęboki spór między poplecznikami Wanga („reformatorami”) a tak zwaną „frakcją konserwatywną”, pod wodzą historyka i kanclerza Sima Guanga (1019–1086). Walka polityczna obejmowała m.in. degradację i zsyłanie na głęboką prowincję urzędników frakcji przeciwnej, gdy tylko jedna z grup uzyskiwała przewagę. Jedną z najbardziej znanych ofiar tych sporów na dworze, był sławny poeta i mąż stanu Su Shi (1037–1101), który za krytykę reform Wanga został uwięziony, a następnie zesłany.

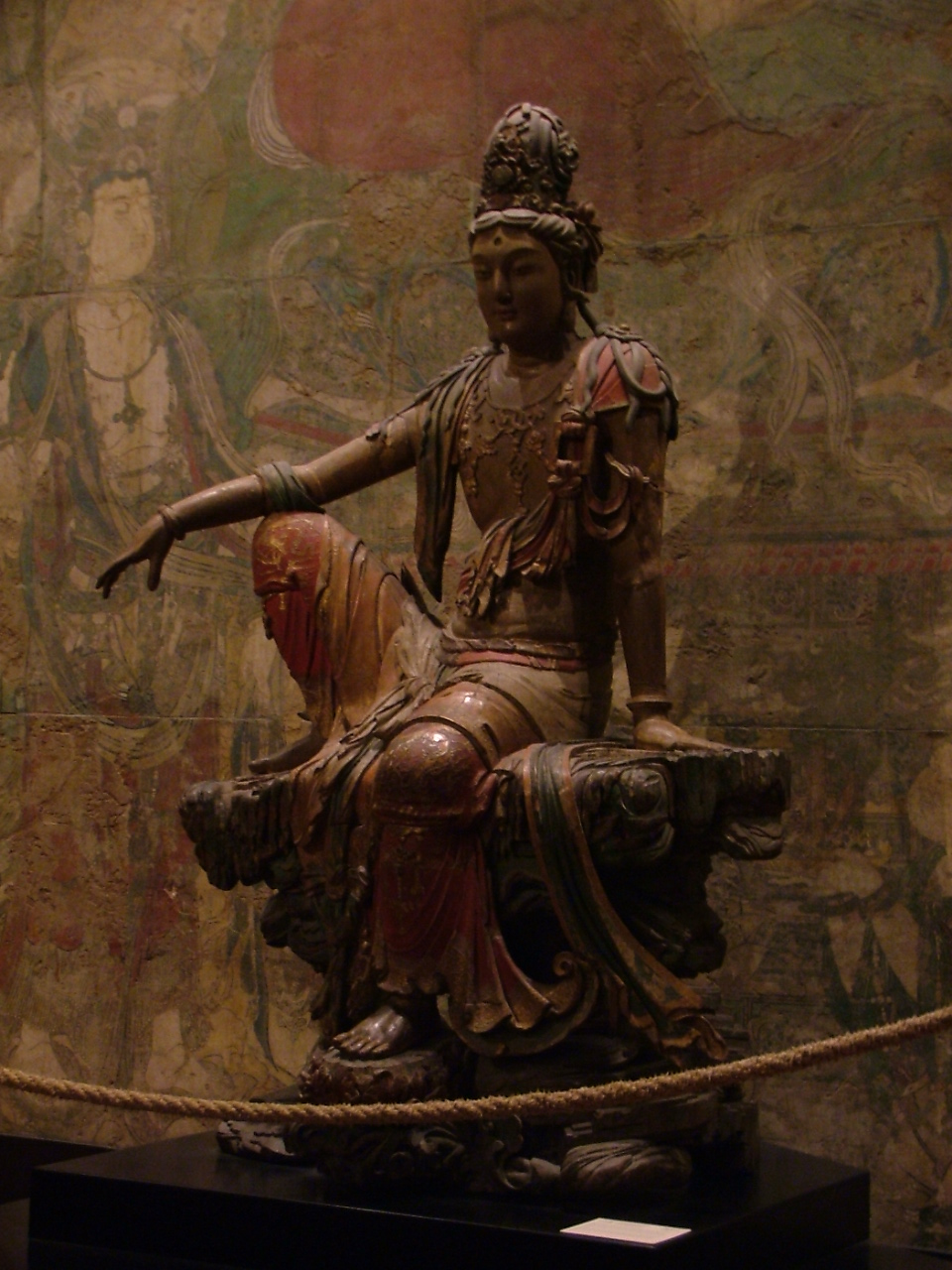
Polichromowana, drewniana rzeźba Guan Yin; Shanxi, dynastia Liao (907–1125). Nelson-Atkins Museum of Art

Podczas gdy centralny rząd songowski skupiał się na polityce wewnętrznej i sporach, na północnej granicy działy się niepokojące rzeczy. Dżurdżeni, poddani dynastii Liao, podnieśli bunt i ustanowili własne państwo – dynastię Jin (1115–1234). Generał-eunuch Tong Guan (1054–1126), doradził cesarzowi Huizongowi (1100–1126) sojusz z Dżurdżenami; wspólna kampania wojenna obaliła dynastię Liao w 1125. Operacje przeciw Liao ukazały jednak słabość armii songowskiej, co nie uszło uwadze Dżurdżenów, którzy natychmiast po zwycięstwie zwrócili się przeciw dotychczasowym sojusznikom i uderzyli na Song w 1125, i powtórnie – w 1127. Podczas tej drugiej inwazji udało im się nie tylko zdobyć stolicę Songów, Kaifeng, lecz także pojmać cesarza Qinzonga, jego poprzednika Huizonga (który przeszedł w stan spoczynku) i większość dworu. Wydarzenia te są znane jako „upokorzenie Jingkang” (chiń. trad. 靖康事變), od nazwy roku (Jingkang, 靖康), w którym miały miejsce. Pozostałe siły songowskie przegrupowały się i pod wodzą piątego syna cesarza Huizonga, Gaozonga (1127–1162), który ogłosił się cesarzem, wycofały na południe od Jangcy, ustanawiając nową stolicę w Lin’an (dzisiejsze Hangzhou). Podbój północnych Chin przez Dżurdżenów i przeniesienie stolicy z Kaifengu do Lin’anu wyznacza granicę między Północną a Południową Dynastią Song.

### Południowa dynastia Song, 1127–1279

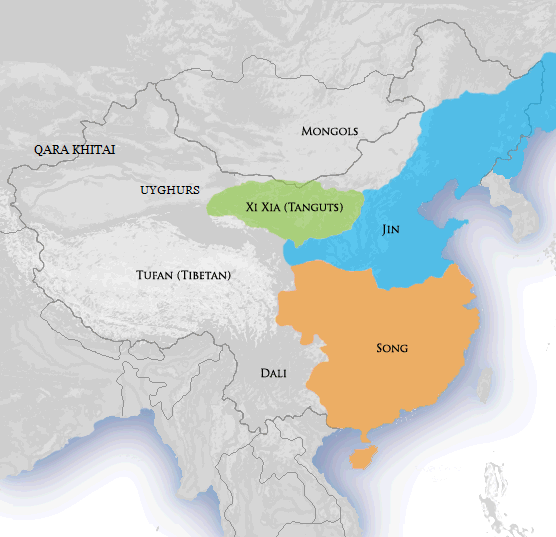
Państwa Xixia, Jin i Song ok. 1141 roku

Mimo sukcesów Dżurdżenów okazali się oni jednak niezdolni do całkowitego podboju dynastii Song. Pod wodzą zdolnego generała Yue Fei siłom songowskim udało się w latach 1134–1135 nawet odbić część zajętych przez Dżurdżenów terytoriów. Ostatecznie nieuniknione było ułożenie jakiegoś „modus vivendi” pomiędzy obiema stronami. Żeby jednak zawrzeć pokój, koniecznym było zniszczenie siły partii rewanżystowskiej w cesarstwie Song, której Yue Fei był nieformalnym przywódcą. W rezultacie główny orędownik pokoju, minister Qin Gui, w 1141 roku doprowadził do skazania Yue Fei na śmierć, „unieśmiertelniając go w ten sposób jako wzór dla późniejszych chińskich patriotów”, a samemu na zawsze zostając „czarnym charakterem” chińskiej historiografii. Zawarty w 1142 roku pokój przewidywał ustanowienie granicy pomiędzy dwoma państwami w środkowym biegu rzeki Huai i zgodę Song na status państwa wasalnego płacącego trybut dynastii Jin. Były to warunki upokarzające dla Songów, stąd nic dziwnego, że tekst traktatu nie zachował się w żadnym songowskim źródle.
Południowej dynastii Song, mimo że osłabionej i zepchniętej na południe od rzeki Huai, udało się rozwinąć już silną gospodarkę i wzmocnić obronę przeciwko państwu Jin. Rząd poczynił wielkie wysiłki, by rozwinąć handel morski, który wzmacniał chińską gospodarkę. Rozwinął przemysł stoczniowy, rozbudował porty, zwiększył sieć namierników, latarni morskich i składów nadmorskich; wspierał też działania głównych portów morskich jak Quanzhou, Kanton i Xiamen. Dynastia Song, jako pierwsza w historii Chin, w roku 1132 ustanowiła regularną i stałą marynarkę wojenną, by chronić statki pływające po Morzu Żółtym i Wschodniochińskim z towarami z i do Japonii, Korei, Azji Południowo-Wschodniej, i dalej na Ocean Indyjski i Morze Czerwone. Kiedy w roku 1161 cesarz Jin Hailingwang (1150–1161) zaatakował dynastię Song, zamierzając ją ostatecznie podbić, udało mu się dotrzeć do brzegów Jangcy, jednak jego flota na tej rzece została pokonana przez siły Songów w bitwach pod Tangdao i Caishi. W rezultacie inwazja Jin została odparta, zaś niepopularny Hailingwang zginął w zamachu stanu. W roku 1165 Songowie zawarli nowy traktat pokojowy z cesarstwem Jin. Na jego mocy dynastia Song przestała być wasalem Jin, chociaż nadal uznawała swój niższy status, zaś zmniejszony trybut był odtąd nazywany bardziej neutralnym terminem płatność. Odparcie inwazji Jin „dało nową pewność armiom Songów i ustabilizowało południową dynastię.[...] Jin nigdy więcej nie przedsięwzięło żadnej poważnej próby przekroczenia Jangcy”. Po tych zwycięstwach, do floty przywiązywano wielką wagę i po stuleciu rozwoju posiadała ona korpus ponad 52 tysięcy żołnierzy piechoty morskiej. By sfinansować te przedsięwzięcia, rząd skonfiskował część ziem należących do gentry, co spowodowało niezadowolenie – część elit odwróciła się od dynastii. Nie powstrzymało to jednak przygotowań obronnych. Kłopoty finansowe pogarszał fakt, że wielu członków zamożnych rodzin ziemiańskich piastowało urzędy państwowe – dzięki swoim kontaktom byli oni w stanie załatwić sobie i swym krewnym zwolnienia podatkowe.

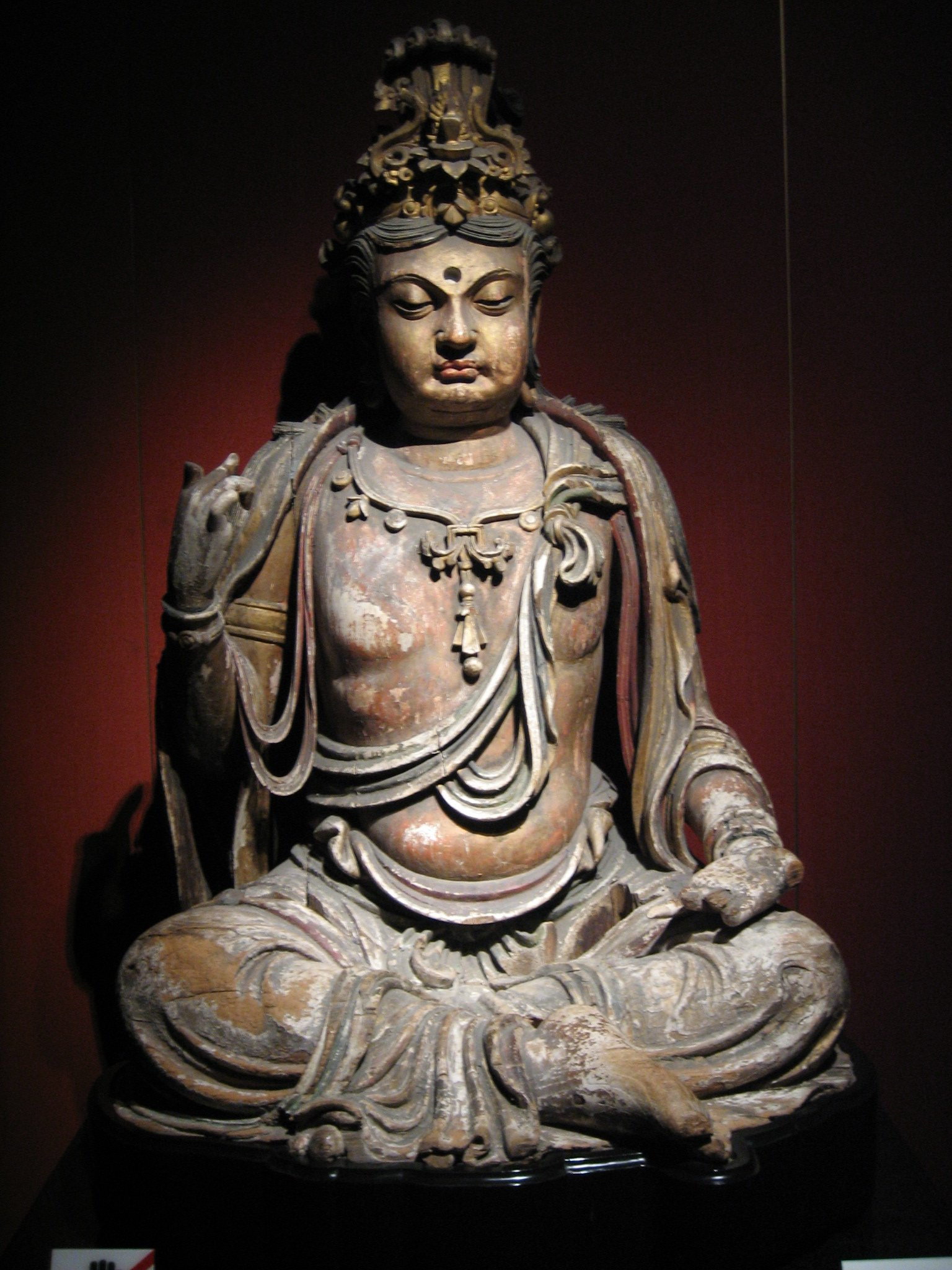
Drewniana figurka siedzącego bodhisattwy, dynastia Jin. Muzeum Szanghajskie

Choć Songowie byli w stanie powstrzymać Jin, na stepach i pustyniach północy rosła nowa potęga. Mongołowie pod wodzą Czyngis-chana (1206–1227) zaatakowali tanguckie Xixia w 1205 i 1209, urządzając łupieżcze wyprawy przez terytorium tego państwa. W 1210 praktycznie podporządkowali sobie Tangutów, zabezpieczając sobie tym samym zachodnią flankę przed najazdem na Jin. Zdając sobie sprawę z pogarszającej się wskutek zagrożenia przez Mongołów oraz powodzi i zmiany biegu Huang He sytuacji Dżurdżenów, Songowie zdecydowali się ich zaatakować. Wojna z lat 1206–1208 zakończyła się jednak kompletnym fiaskiem sił Songów. W roku 1211 dynastię Jin zaatakowali Mongołowie i do roku 1215 zajęli cztery z jej stolic włącznie ze stolicą centralną (Zhongdu) (dzis. Pekin). W rezultacie najazdu Czyngis-chana i wewnętrznych rebelii terytorium Jin zostało zredukowane do regionu wokół Huang He i stało się buforowym państwem otoczonym przez Mongołów, Xi Xia, chłopskich rebeliantów nazywanych Czerwonymi Płaszczami w Szantungu i dynastię Song na południu. Mongolski dowódca Mukali kontynuował najazdy na Jin w latach 1216–1223. W tym samym czasie, chcąc powetować sobie straty poniesione na rzecz Mongołów, Dżurdżeni zaatakowali Songów, jednak wojna toczona w latach 1217–1224 nie przyniosła im żadnych sukcesów. Pokój zawarty pomiędzy oboma państwami w roku 1224 przewidywał zrzeczenie się trybutu przez Jin. W roku 1231 następca Czyngis-chana, Ugedej (1229–1241), przedsięwziął wielką inwazję na Jin. Po upadku Kaifengu w roku 1233 ostatni cesarz Jin, Aizong (1224–1234), prosił Songów o pomoc, argumentując, że po zniszczeniu Jin Mongołowie zniszczą Songów. Ci jednak woleli podjąć próbę odzyskania terytoriów utraconych niegdyś na rzecz Dzurdżenów i zawarli sojusz z Mongołami. Aizong został oblężony przez siły mongolskie i dynastii Song w Caizhou w południowym Henanie. Wraz z zajęciem Caizhou przez Mongołów 9 lutego 1234 państwo Jin przestało istnieć. Po jego upadku siły Songów podjęły próbę zajęcia całego Henanu, jednak szybko zostały przepędzone przez Mongołów – tym samym wybuchła wojna cesarstwa Song z imperium mongolskim. W latach 1235–1240 Songowie odparli szereg ataków Mongołów, których główne siły były w tym okresie zaangażowane na zachodzie. Mongołowie kilkakrotnie oferowali Songom pokój, ich propozycje zostały jednak odrzucone przez cesarski dwór, być może, dlatego że Chińczycy zinterpretowali napięcia związane z walką o schedę po Ugedeju jako wojnę domową w imperium mongolskim.
Spory o sukcesję po Ugedeju i jego następcy, Gujuku (1246–1248), sprawiły, że Mongołowie przez ponad 10 lat nie przedsiębrali poważniejszego ataku na Chiny. Dopiero nowy kagan Mongke (1251–1259) nakazał swojemu bratu Kubilajowi (1260–1294), który miał apanaże w północnych Chinach, podbić Królestwo Dali w Junnanie, czego ten dokonał w latach 1253–1254. W rezultacie Songowie zaczęli być okrążani od południa. W 1258 Mongke osobiście zaatakował Syczuan, zajmując w nim szereg miast, jednak zmarł 11 sierpnia 1259 podczas oblężenia Hezhou (dzis. Hechuan), prawdopodobnie na skutek zarazy. W imperium mongolskim doszło do wojny domowej pomiędzy Kubilajem a jego bratem, Arykiem Böge. Kubilaj wygrał ją ostatecznie w 1264, jednak jego władzy nie uznawali ani potomkowie Ugedeja (Kajdu) i Czagataja w Azji Środkowej, ani Dżoczydzi w Europie Wschodniej, zaś zwierzchność nad odciętymi od niego ilchanami w Iranie miała charakter czysto nominalny. Po pokonaniu swojego brata Kubilaj skoncentrował się jednak na podboju Chin, a nie podporządkowaniu sobie pozostałych Czyngisydów. Walki pomiędzy Mongołami dały Songom kilka lat wytchnienia. Pod nieobecność Kubilaja, siły songowskie, na polecenie kanclerza Jia Sidao, wykorzystały okazję i zepchnęły Mongołów z powrotem na północny brzeg Jangcy. Drobne starcia nadgraniczne trwały do 1265, kiedy to Kubilaj odniósł ważne zwycięstwo w Syczuanie. Od 1268 do 1273 roku Kubilaj prowadził blokadę Jangcy przy pomocy swej floty i oblegał Xiangyang, ostatni punkt oporu blokujący mu drogę do zamożnego basenu Jangcy. W 1271 Kubilaj oficjalnie ogłosił powstanie nowej dynastii: Yuan. W 1275 nowo mianowany głównodowodzący wojsk Kubilaja, Bajan z Baarin, pobił 130-tysięczną armię songowską, dowodzoną przez kanclerza Jia Sidao. Do 1276 większość terytorium Songów była w rękach nowej dynastii. Ostatnią wielką bitwą, w której siły Yuan, dowodzone przez generała Zhang Hongfana, zniszczyły armie Song, była bitwa pod Yamen w delcie rzeki Perłowej w 1279. Ostatni władca pokonanej dynastii, ośmioletni cesarz Huaizong popełnił samobójstwo wraz ze swoim głównym doradcą Lu Xiufu i ośmiuset członkami klanu cesarskiego. Bajan, działając na podstawie rozkazów Kubilaja, nie skrzywdził pozostałych członków rodu Song. Emerytowany cesarz Gong został zdegradowany i obdarzony tytułem księcia Ying, lecz w końcu został wygnany do Tybetu, gdzie wstąpił do klasztoru.

## Kultura i społeczeństwo

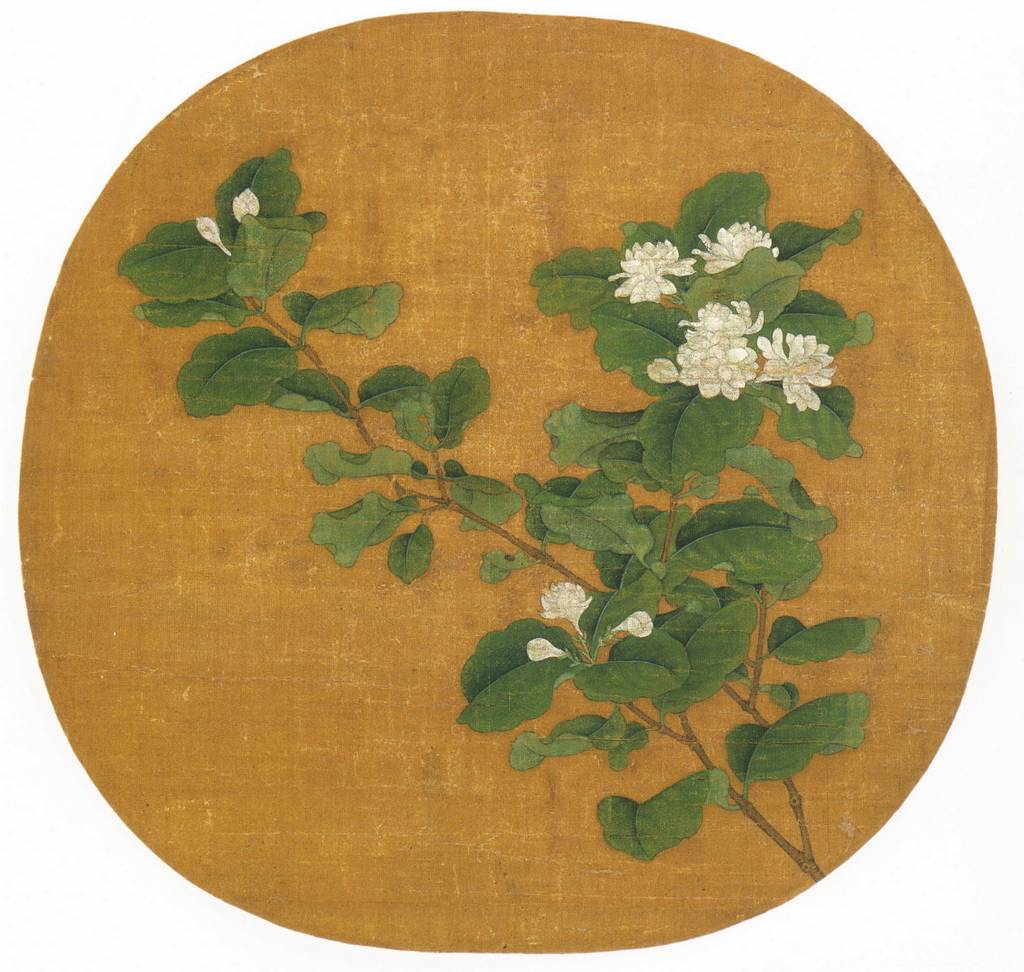
Gałązka białego jaśminu, pocz. XII w.; takie niewielkie, realistyczne obrazy natury, malowane na kartach albumów, były bardzo popularne za czasów Południowej dynastii Song. Muzeum Szanghajskie

Dla panowania dynastii Song charakterystyczne była wysoka złożoność społeczna i wyrafinowana administracja. Miasta chińskie tego okresu należały do największych na świecie (Kaifeng i Hangzhou miały ponad milion mieszkańców). Miasta dostarczały różnorodnych rozrywek, a liczne świątynie i szkoły zapewniały wykształcenie i pociechę duchową. Rząd songowski wspierał rozmaite projekty socjalne, jak ustanawianie domów opieki społecznej, ośrodków zdrowia i cmentarzy dla biedoty. Dbał też o sprawne funkcjonowanie systemu poczty, zapewniającego sprawną komunikację w granicach cesarstwa. System ten był wzorowany na wcześniejszym z czasów hanowskich (202 r.p.n.e.–220 r.n.e.). Rząd centralny zatrudniał tysiące pracowników pocztowych, różnej rangi i o różnym zakresie obowiązków, w mniejszych i większych urzędach pocztowych. Na wsi, chłopi uprawiający ziemię byli niezależnymi drobnymi rolnikami, płacącymi czynsz dzierżawcami lub też chłopami pańszczyźnianymi w wielkich posiadłościach.
Choć według dominującej etyki konfucjańskiej kobiety znajdowały się na niższym poziomie społecznym niż mężczyźni, to jednak miały wiele przywilejów prawnych i społecznych, a w domu i we własnych małych przedsiębiorstwach, sprawowały znaczną władzę. W miarę, jak rosła zamożność społeczeństwa i rodziny panien młodych wyposażały je w coraz większe posagi, kobiety uzyskiwały nowe prawa własności majątku. Miały również równe prawa dziedziczenia po rodzicach. Wiele kobiet było wykształconych i znaczących, i powszechną praktyką było, że to właśnie one kształciły synów w ich wczesnym dzieciństwie. Przykładowo, to właśnie matka naukowca, generała i dyplomaty Shen Kuo nauczyła go podstaw strategii wojskowej. Były też znane pisarki i poetki takie, jak Li Qingzhao (1084–1151), która stała się sławna jeszcze za życia.

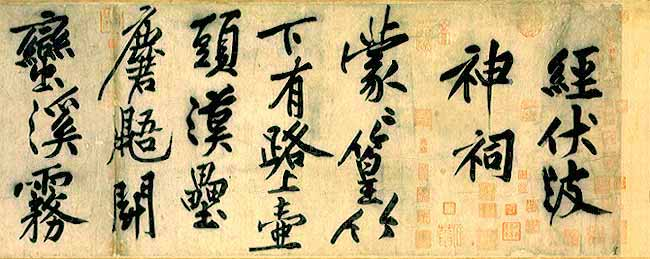
Kaligrafia autorstwa Huang Tingjiana (1045–1105), słynnego kaligrafa, znajomego Su Shi.

Życie społeczne było bardzo ożywione, a uroczystości np. święta lampionów czy Qingmingjie były obchodzone przez całe społeczności. W miastach rozrywce poświęcone były całe dzielnice, w których występowali lalkarze, akrobaci, aktorzy teatralni, połykacze mieczy i zaklinacze węży, uliczni opowiadacze, muzycy i śpiewacy; można było w nich skorzystać z usług herbaciarni, restauracji i domów publicznych. Miłośnicy rozmaitych dziedzin sztuki i hobbyści gromadzili się we wszelkiego rodzaju klubach: miłośników herbaty, egzotycznej kuchni, antyków i kolekcjonerów sztuki, poezji i muzyki, literatury i hodowli koni. Okres ten był sławny z rozkwitu wielu regionalnych odmian sztuk scenicznych, a także kuchni regionalnych. Opera chińska była popularna wśród elit i szerokiej publiczności, której nie zniechęcał nawet klasyczny język chiński, którym posługiwali się aktorzy, zupełnie różny od powszechnie używanego języka potocznego. Cztery największe teatry w Kaifengu mogły pomieścić po kilka tysięcy widzów każdy. Wśród bardziej „domowych” rodzajów rozrywki popularne były m.in. gry planszowe jak weiqi czy xiangqi.

### Egzaminy urzędnicze igentry

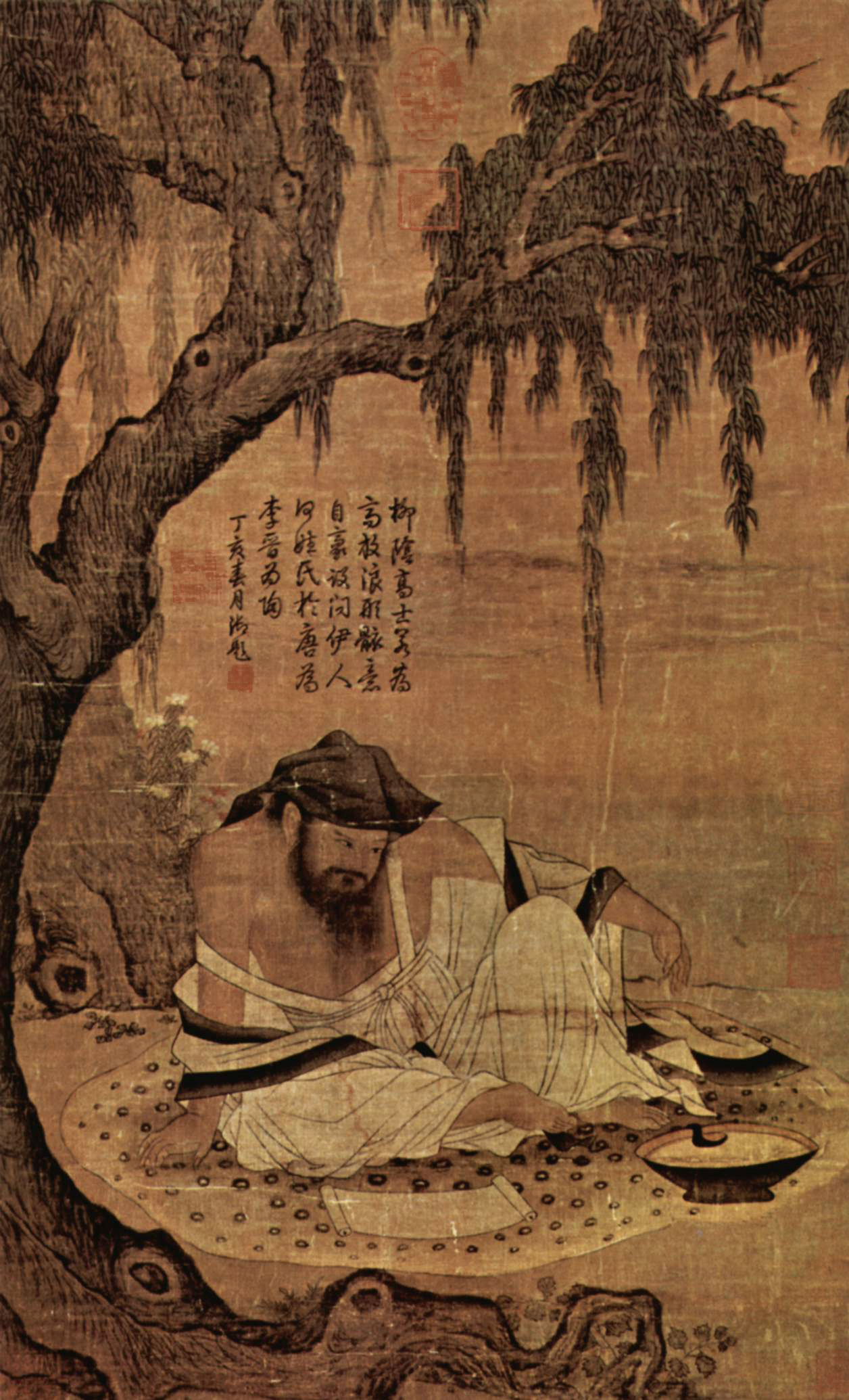
Uczony na łące, obraz z XI w. Narodowe Muzeum Pałacowe

W okresie Song wielką rolę odgrywał system egzaminów urzędniczych, za pośrednictwem których rekrutowano kadry do służby państwowej. Selekcja możliwie najgodniejszych i najbardziej zasłużonych osób na urzędy miała w Chinach długą tradycję. Selekcję drogą specjalnych egzaminów do służby cywilnej wprowadzono za czasów dynastii Sui i Tang na ograniczoną skalę, ale już na początku dynastii Song liczba osób zdających na najwyższy stopień przekroczyła pięciokrotnie liczbę z czasów tangowskich. Osoby, które mogły otrzymać stanowisko dzięki wciąż zachowanym przywilejom rodowym, a na ogół i tak przystępowały do egzaminów, by mieć szansę na jeszcze wyższy awans. Można stwierdzić, że właściwie wszyscy urzędnicy songowscy byli posiadaczami tytułów akademickich, aczkolwiek nie zawsze ich stopień był wystarczająco wysoki do zajmowanego stanowiska. Zjawisko to związane było z rozpowszechnieniem się druku, który umożliwił masową publikację pism konfucjańskich i dzięki temu edukację większej liczby potencjalnych kandydatów na urzędy. Wzrost liczby podchodzących do egzaminów prefekturalnych niższego stopnia z 30 tys. na początku XI w. do 400 tys. na końcu wieku XIII, doskonale ilustruje ten trend. System egzaminów urzędniczych umożliwiał zwiększenie stopnia merytokracji, mobilności społecznej i wyrównania szans w konkurowaniu o posady w rządowej administracji. Edward A. Kracke, Sudō Yoshiyuki i Ho Ping-ti wykazali, wykorzystując zachowane statystyki songowskie, że posiadanie ojca, dziadka czy pradziadka urzędnika, nie gwarantowało automatycznie otrzymania stanowiska na identycznym poziomie.
Robert Hartwell i Robert P. Hymes, w krytyce tego modelu, wskazali na nadmierną rolę, jaką przypisywał rodzinie nuklearnej i branie pod uwagę wyłącznie trzech przodków w linii męskiej, pomijając szersze tło demograficzne Chin dynastii Song. Znaczna grupa mężczyzn nie pozostawiała męskich potomków, a dużą większą rolę odgrywała rodzina szeroka. Poczucie wykluczenia wynikające z poczucia, że system biurokratyczny faworyzuje klasę właścicieli ziemskich, których stać było na najlepsze szkoły, było dość powszechne. Jednym z największych krytyków tego zjawiska był urzędnik i sławny poeta Su Shi. Lecz nawet Su był wytworem swoich czasów, w miarę jak poczucie tożsamości, obyczaje i postawy urzędników-uczonych stawały się mniej arystokratyczne, a bardziej biurokratyczne w okresie między późną dynastią Tang a wczesną Song. W początkowych latach dynastii, stanowiska rządowe obsadzali ludzie wywodzący się głównie z dwóch, wyraźnie społecznie nadreprezentowanych klas: elity założycielskiej, związanej z osobą cesarza-twórcy dynastii, oraz częściowo dziedziczącej swe stanowiska zawodowej elity urzędniczej, która wykorzystywała status swoich rodów, powiązania rodzinne i sojusze zawierane przez małżeństwa, by zapewnić sobie odpowiednią pozycję. Pod koniec XI wieku elita założycielska straciła na znaczeniu, a elita zawodowych urzędników podzieliła się na zwalczające się frakcje do tego stopnia, że uniemożliwiło to strategiczne zawieranie sojuszy małżeńskich; w efekcie zastąpiła ją znacznie szersza grupa rodzin ziemiańsko-urzędniczych.

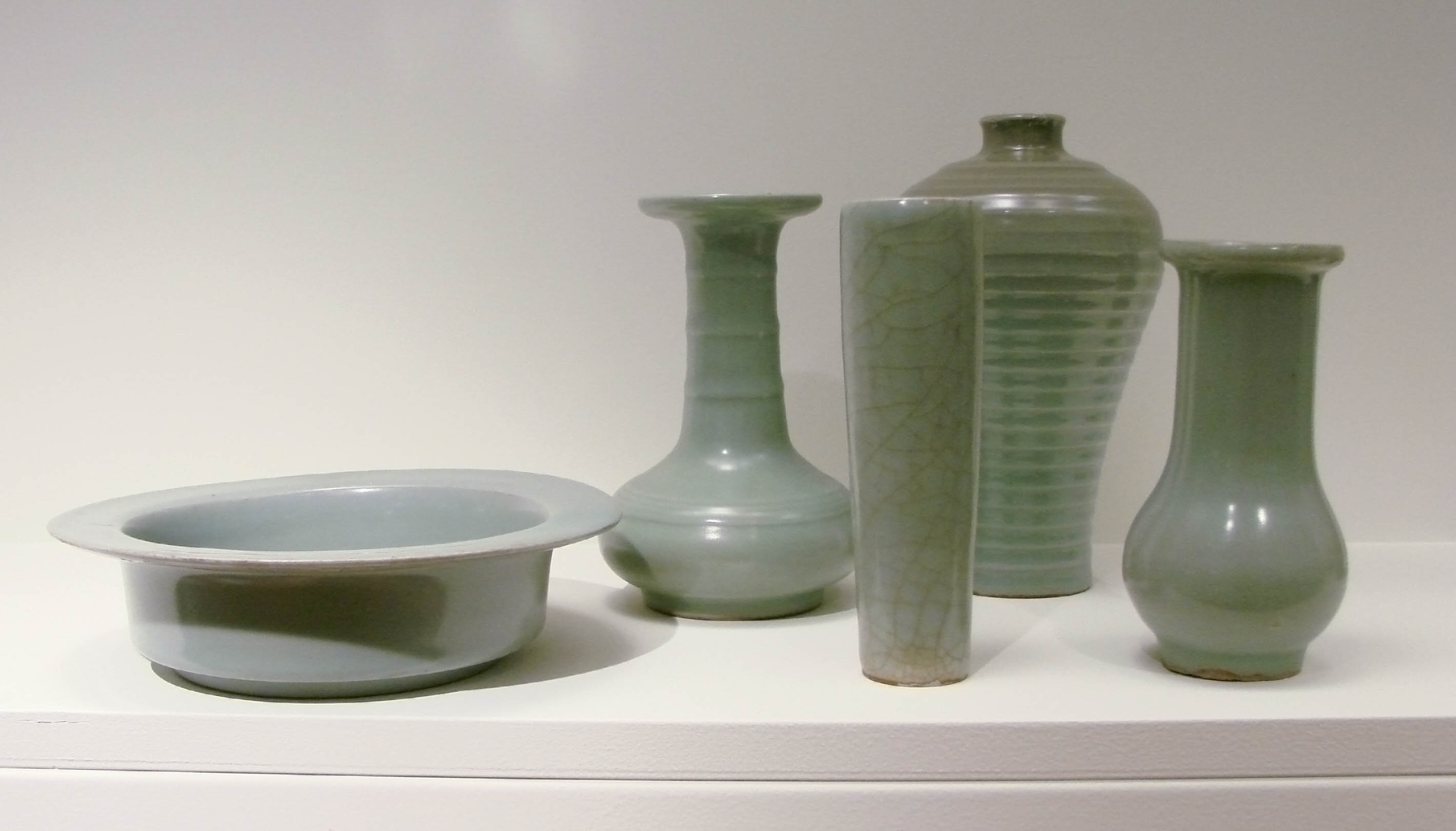
Komplet celadonów z Longquan, prow. Zhejiang, XIII w. Muzeum Guimet

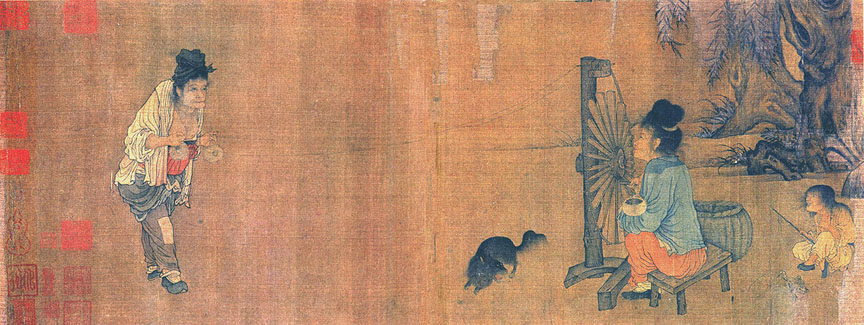
Kołowrotek, obraz północnosongowskiego malarza Wang Juzhenga jest jednym z najwcześniejszych reprezentacji tego wynalazku w sztuce. Muzeum Pałacowe

Ze względu na wielki wzrost liczby ludności, za którym nie szedł wzrost liczby zatrudnionych urzędników (biurokracja cesarska była stosunkowo nieliczna, ok. 20 tys. mandarynów w okresie Song), zarządzanie na poziomie lokalnym przejęła szersza grupa ziemian-uczonych, tzw. gentry. W jej skład, poza uczonymi-urzędnikami na stanowiskach cesarskich, wchodzili uczeni, którzy zdali egzaminy, ale nie otrzymali jeszcze nominacji na stanowisko, kandydaci do egzaminów, lokalni nauczyciele i emerytowani urzędnicy. Ci wykształceni ludzie, często posiadający tytuły egzaminacyjne, przedstawiciele lokalnych elit doglądali spraw lokalnych, fundując niezbędne społeczności instytucje; urzędnicy, którym powierzono nadzór na danym obszarem, opierali swe działania na współpracy z kilkoma, lub z większością lokalnej gentry. Przykładowo, pomijając reformatorski rząd cesarza Huizonga, rządy songowskie nie wydawały zbyt wiele z państwowego budżetu na utrzymanie szkół prefekturalnych i powiatowych; większość funduszy na ich utrzymanie pochodziła z prywatnych środków. Ograniczona rola lokalnych urzędników znacząco różniła okres Song od czasów wcześniejszej dynastii Tang (618–907), gdy rząd ściśle regulował rynki handlowe i sprawy na poziomie lokalnym; rząd songowski wycofał się z prób regulowania handlu i pozostawił większość działań na poziomie lokalnym – szerokiej rzeszy lokalnych ziemian-uczonych-urzędników, składających się na gentry.
Znakiem wyróżniającym gentry od innych klas społecznych było oddawanie się studiom i kolekcjonowanie starożytności, a domy zamożnych ziemian pełne były dworzan takich jak rzemieślnicy, artyści, nauczyciele i aktorzy. Choć wysoko wykształcona elita uczonych z oficjalnymi tytułami, zdobytymi w cesarskich egzaminach, patrzyła z wyższością na handel, biznes i klasę kupiecką, w rzeczywistości obrót handlowy odgrywał ogromną rolę w społeczeństwie i kulturze epoki Song. Choć uczony-urzędnik, który starał się dorobić do urzędowej pensji, angażując się w przedsięwzięcia handlowe, narażał się na niechęć i ostracyzm ze strony swych kolegów-na-urzędzie, wielu z nich prowadziło interesy za pomocą pośredników.

### Prawo, system karny i medycyna sądowa

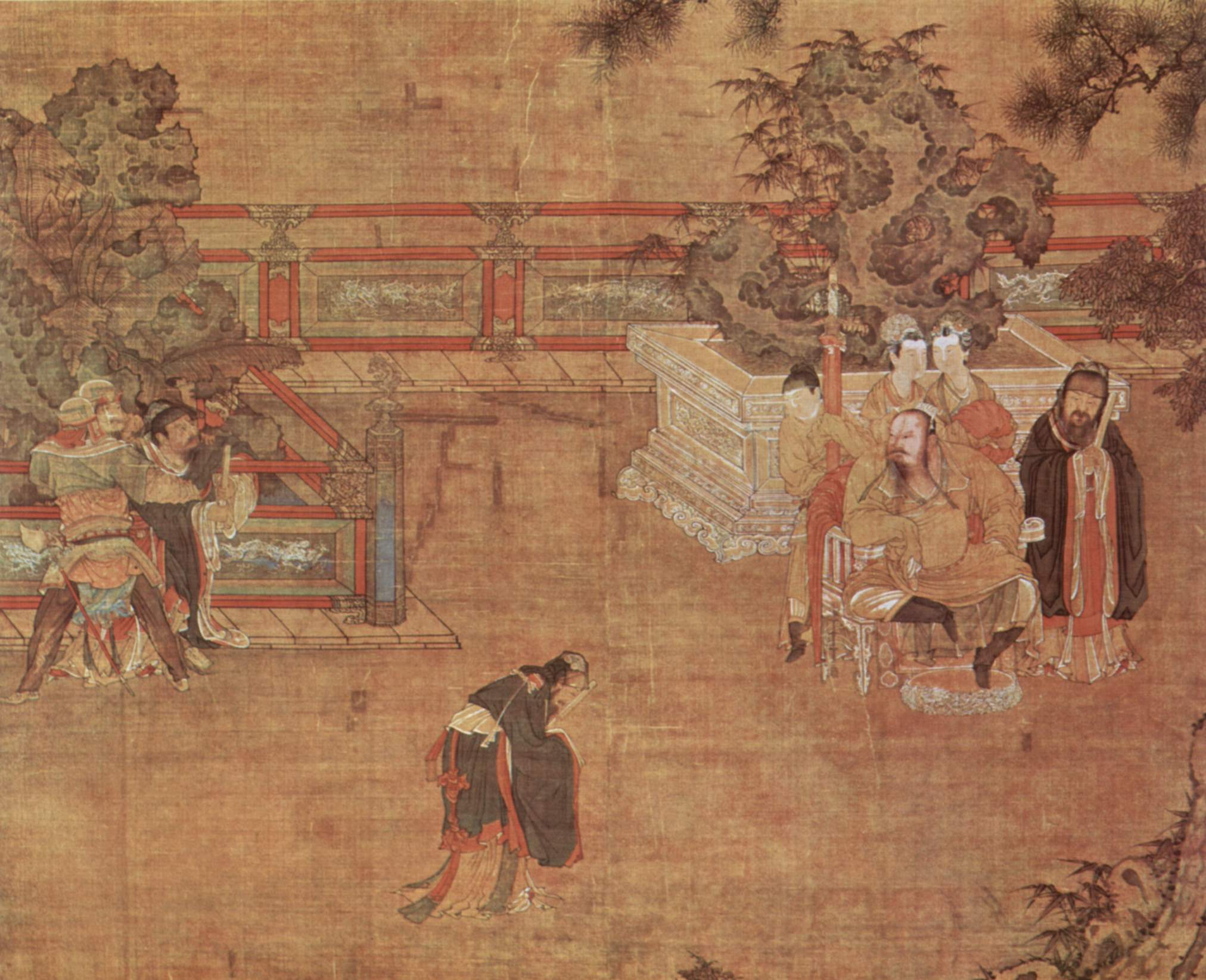
Złamana balustrada, początek XII wieku. Narodowe Muzeum Pałacowe

System prawny epoki Song opierał się głównie na kodeksach tangowskich, służących jako podstawa prawa chińskiego aż do czasów współczesnych. Urzędnicy sądowi dbali o prawo i porządek w okręgach miejskich, a czasem wyprawiali się też na wieś. Od urzędników nadzorujących sprawy sądowe oczekiwano nie tylko dobrej znajomości prawa pisanego, ale także przykładnego prowadzenia się, dającego moralny przykład społeczeństwu. Urzędnicy tacy jak sławny Bao Qingtian (999–1062) ucieleśniali ideał moralnego i prawego sędziego, który stał na straży sprawiedliwości i zawsze trzymał się pryncypiów etycznych.
Sędziowie songowscy wyznaczali osobę lub grupę odpowiedzialną za czyn kryminalny i odpowiednio wymierzali karę, często w postaci chłosty. Oskarżony, który stanął przed sądem (cywilnym lub karnym), nie był uważany za niewinnego, aż do ostatecznego uniewinnienia; sędziowie traktowali bardzo podejrzliwie także oskarżających. Ze względu na wysokie koszty postępowania sądowego, oraz natychmiastowy areszt stosowany wobec oskarżonych o przestępstwa kryminalne, ludzie woleli rozstrzygać swoje spory prywatnie, bez uciekania się do sądów.
W swoim zbiorze Mengxi Bitan (Notatki znad Strumienia Snów) Shen Kuo polemizował z tradycyjnymi wierzeniami chińskimi na temat anatomii (np. mówił o dwóch, nie trzech, przepustach w gardzieli); mógł tym samym sprowokować wzrost zainteresowania autopsją w Chinach w XII w. Lekarz i sędzia Song Ci (1186–1249) napisał pionierskie dzieło z zakresu medycyny sądowej na temat badania zwłok w celu ustalenia przyczyny śmierci (jak uduszenie, otrucie, utopienie, obrażenia od ciosów itp.) i udowodnienia, czy śmierć wynikła z morderstwa, samobójstwa, czy też była przypadkowa. Song Ci podkreślał znaczenie właściwego działania koronera podczas autopsji i starannego zapisywania wyników badań kolejnych przypadków przez urzędników.

### Wojskowość i metody prowadzenia wojny

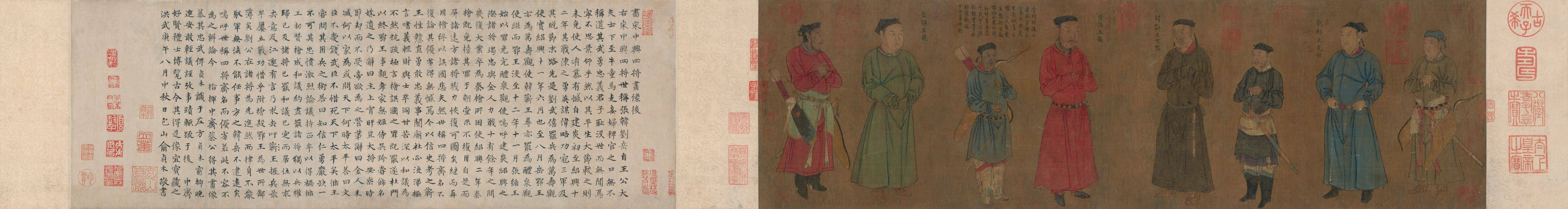
„Czterech generałów z Zhongxing” autorstwa Liu Songnian (1174–1224), południowa dynastia Song; sławny generał Yue Fei (1103–1142) drugi z lewej. Muzeum Pałacowe

Armia, na czele której Zhao Kuangyin zjednoczył swoje państwo i dał skuteczny odpór Kitanom, była skuteczną siłą bojową w X w., ale długie okresy pokoju w XI w. przyczyniły się do jej rozkładu. W administracji największe wpływy miały bogate rody z południa, a cywilna kontrola nad armią nie dbała o utrzymanie jej we właściwym stanie gotowości. W braku doświadczonych generałów, cywile decydowali o strategii, a nawet dowodzili armiami w polu, zazwyczaj ze słabymi wynikami (np. w czasie wojen z Xixia).
Songowie dbali przede wszystkim o to, by siły zbrojne nie zagroziły pozycji dworu cesarskiego, nawet kosztem ich efektywności na polu walki. Radzie Wojskowej Północnej dynastii Song przewodził Kanclerz, który nie miał bezpośredniej kontroli nad armią cesarską. Dowództwo było podzielone między trzech marszałków, odpowiedzialnych bezpośrednio przed cesarzem. Ponieważ władcy rzadko osobiście prowadzili armie na pole bitwy, armia songowska nie posiadała jednolitej komendy. Rozdźwięk między cywilną administracją, bezpośrednio nadzorującą armię, a korpusem oficerskim, uległ dalszemu pogłębieniu, gdy klęska w wojnie z Dżurdżenami w 1127 spowodowała śmierć całej niemal arystokracji wojskowej, blisko związanej z rodziną cesarską. Choć cesarz Song Gaozong zdołał odbudować armię i powstrzymać napór z północy, nowa elita wojskowa została odcięta od dworu. Dwór cesarski często uważał, że sławni generałowie zagrażają autorytetowi władcy, co prowadziło do ich zwolnienia, a nawet egzekucji (najsławniejsze przypadki to Li Gang, Yue Fei i Han Shizhong); jednym z rezultatów tej alienacji była ostatecznie klęska w wojnie z Mongołami. John Dardess skomentował tę sytuację mówiąc, że choć Chiny miały wówczas najpotężniejszą armię na świecie, władcy Północnej dynastii, bojąc się wojskowego przewrotu, nie tyle uczynili z kraju państwo rządzone przez cywilów, co państwo słabe militarnie.
Uczeni-urzędnicy uważali, że żołnierze stoją najniżej w hierarchii społecznej (a nawet, że są poza tradycyjnym podziałem na cztery klasy społeczne). Trudności w dostaniu się do warstwy gentry, sprawiały jednak, że udana kariera wojskowa, okraszona zwycięstwami i osiągnięciem wysokiego stopnia, była drogą do awansu społecznego i zdobycia uznania dla ludzi, którzy mieli niewielkie szanse zyskać wyższą pozycję społeczną w inny sposób. W większości jednak żołnierze rekrutowali się z nizin społecznych, a rząd nierzadko traktował utrzymywanie licznych armii jako sposób zatrudnienie bezrobotnych, potencjalnie groźnych dla stabilności społecznej. Wojska takie, pozbawione silnego esprit de corps były często nielojalne i nieskuteczne.
W chwili największego rozwoju, songowskie siły zbrojne liczyły około miliona żołnierzy, podzielonych na plutony, liczące 50 ludzi, kompanie złożone z dwóch plutonów, i tworzące 500 osobowe bataliony. Wielką słabością Songów była kawaleria: niedostatek koni utrudniał tworzenie własnych oddziałów, a najemnicy z Mandżurii czy Mongolii byli często trudni do pozyskania, lub po prostu nielojalni.
Kusznicy tworzyli osobne oddziały, oddzielne od reszty piechoty, ze względu na swoją wartość bojową i siłę ognia zdolną powstrzymać szarże kawalerii. Rząd dążył do udoskonalenia i wprowadzenia nowych kusz o większym zasięgu, gdyż kusznicy byli także użyteczni jako „snajperzy”. 23 stycznia 971 potężny ostrzał prowadzony przez songowskich kuszników zdziesiątkował bojowe słonie armii Południowego Han. Zwycięstwo to nie tylko przypieczętowało los państwa Han, które wkrótce zostało wcielone do songowskiej monarchii, lecz także los słoni na polu bitwy: nigdy później zwierzęta te nie wchodziły w skład regularnych oddziałów chińskich.

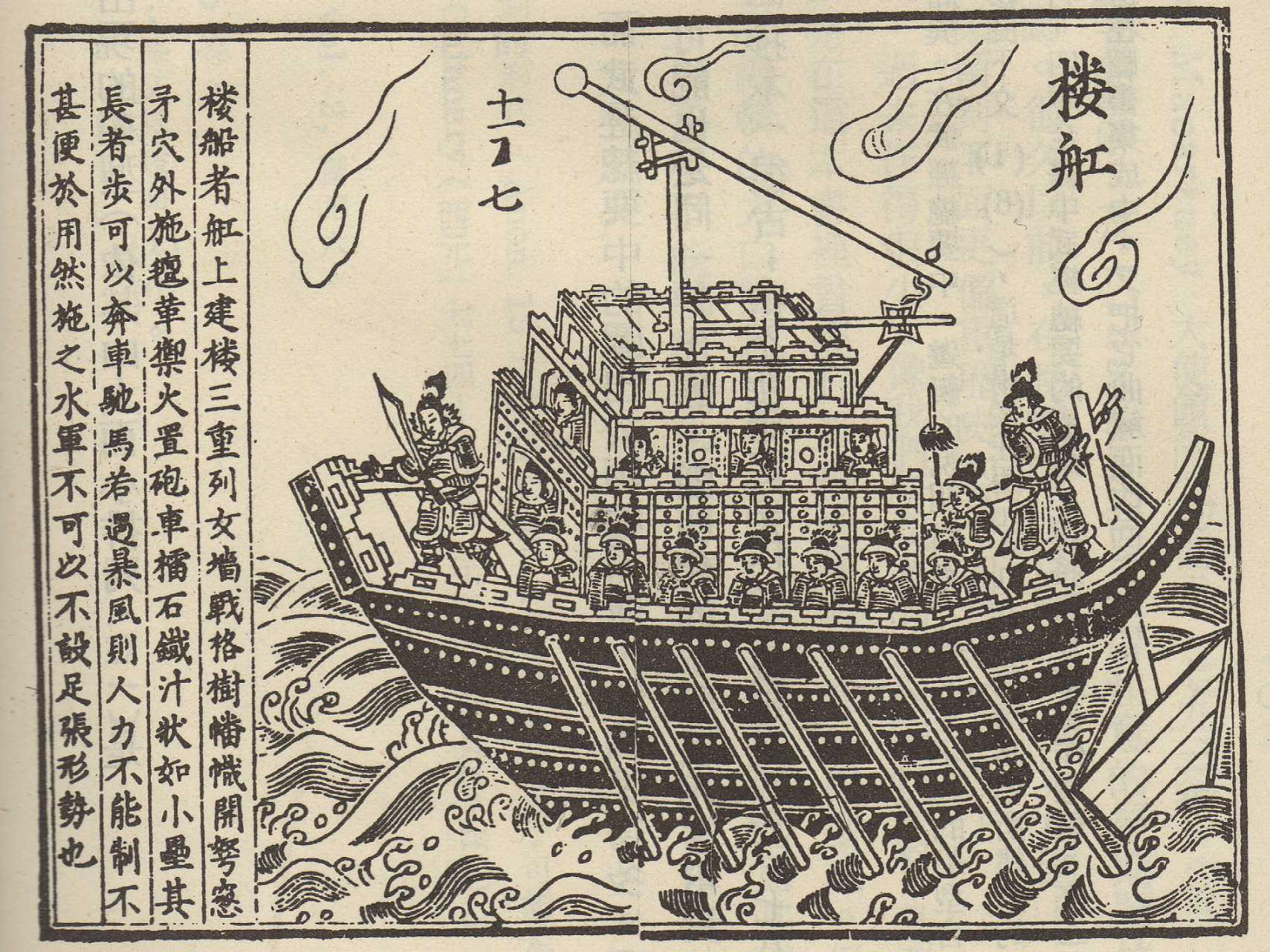
Okręt songowski z katapultą.

Mimo słabości wynikającej z niechęci cywilnej administracji, armie songowskie miały oparcie w potędze ekonomicznej imperium i w bardzo wysokim poziomie nauki i techniki. Strategia i szkolenie były traktowane jako nauki, które można było i należało studiować; żołnierze przechodzili testy fizyczne i z umiejętności władania bronią. Oddziały szkolono w posługiwaniu się sygnałami: hasłem do ataku było machanie flagą, a hasłem do zatrzymania – bicie w kotły i dzwony. Wojska wykorzystywały wiele rodzajów broni, od klasycznej białej, jak halabardy, miecze i włócznie, przez miotającą (łuki i wspomniane kusze), aż po lance ogniste, broń prochową, wyrzucającą strumień ognia i siekańców.
Zaawansowaną technologicznie gałęzią sił zbrojnych była flota wojenna, która odegrała wielką rolę w procesie konsolidacji imperium w X w. – podczas wojny przeciw Południowemu Tang broniła np. wielkiego mostu pontonowego przez Jangcy, który zapewniał przepływ towarów i zaopatrzenia między brzegami. Na wyposażeniu marynarki znajdowały się wielkie okręty, zdolne pomieścić nawet 1000 żołnierzy. Innym typem, wykorzystującym „wysokie technologie” tego okresu, były szybkie i zwrotne bocznokołowce, uważane za niezbędny czynnik zwycięskiej floty. Okręty songowskie uzbrajane były w katapulty wyrzucające pociski zapalające i bomby, używały dryfujących min, a nawet specjalistycznych jednostek minerskich.
Skompilowana w 1345 kronika dynastii Song, Song Shi, wylicza 347 traktatów z zakresu wojskowości z tego okresu. Jednakże przetrwało z nich zaledwie kilka, m.in. Wujing Zongyao z 1044: księga ta zawiera najstarszy przepis na proch czarny; podaje przybliżone przepisy na mieszaniny do wykorzystania w różnych rodzajach bomb. Zawiera także dokładny opis konstrukcji miotacza ognia, opartego na zasadzie pompy podwójnego działania, jak również instrukcję konserwacji i naprawy urządzenia i jego części.

### Religia i filozofia

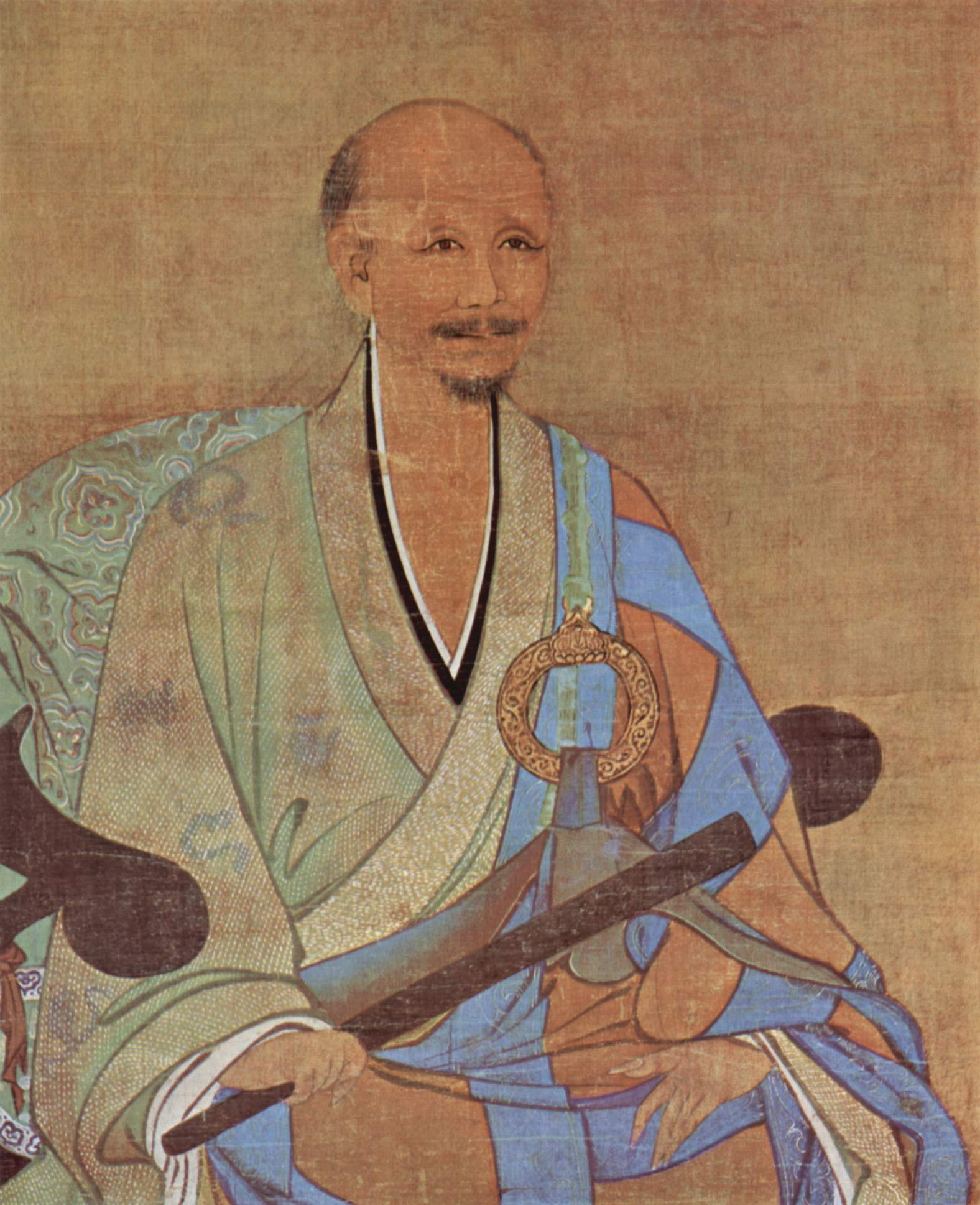
Portret patriarchy Chan Wuzhun Shifana, namalowany w 1238 roku. Klasztor Tōfuku-ji, Kyoto

W okresie tym na życie, wierzenia i codzienną działalność ludzi wielki wpływ miała religia, a literatura na temat duchowości była bardzo popularna. Składano ofiary głównym bóstwom taoistycznym i buddyjskim, duchom przodków i wielu bogom ludowego panteonu chińskiego. Cudzoziemcy, którzy przybywali w interesach lub osiedlali się na dłużej „przywozili” ze sobą swoje religie, jak islam, judaizm i manicheizm. Nowa sytuacja społeczna, to jest wzrost ludności miejskiej i jej coraz większa zamożność, rosnąca rola kupców, upadek dawnej arystokracji i powstanie bardziej scentralizowanego, opartego na biurokracji rządu, a także rozprzestrzenienie się umiejętności czytania i pisania oraz drukowanych książek o bardzo różnorodnej tematyce, sprawiły, że życie religijne w Chinach uległo głębokiej przemianie, przystosowując się do nowych warunków.
Choć prześladowania pod koniec dynastii Tang poważnie zmniejszyły znaczenie buddyzmu, w czasach songowskich odgrywał on wciąż bardzo ważną rolę. Według Tansena Sena więcej mnichów buddyjskich przybyło z Indii do Chin za czasów Song, niż za dynastii poprzedniej. Ważniejsze jednak jest pojawienie się w rozwiniętej formie najbardziej chińskiej ze wszystkich szkół buddyjskich, czyli chan. Aczkolwiek sami mistrzowie tego odłamu uważali okres tangowski za swój „złoty wiek”, to w rzeczywistości właśnie za dynastii Song szkoła ta zdominowała zorganizowany ruch buddyjski w Chinach. To właśnie w szkole chan miała swoje źródło koncepcja nieprzerwanego, dziedzicznego patriarchatu, którego ciągłość miała decydować o tożsamości danej tradycji. W rezultacie jej rozprzestrzenienia się w czasach dynastii Song poszczególne odłamy chińskiego buddyzmu miały o wiele bardziej „sekciarski”, zamknięty charakter, niż we wcześniejszych epokach. Mimo to nadal posiadał pewne poczucie wspólnoty, co wyraża się choćby w fakcie, że buddyzm epoki Song bazował na podwójnym fundamencie szkoły chan i jingtu, z rosnącym naciskiem na ich kompatybilność. Rząd dynastii Song wycofał się z wcześniejszych zwolnień podatkowych dla buddyjskich mnichów, czyniąc z opłat za ich ordynację nowe źródło dochodu i sprawował formalną kontrolę nad systemem publicznych klasztorów. Chiński buddyzm wciąż jednak odgrywał wielką rolę w życiu codziennym, wiążąc się z religią ludową i popularnymi kultami. Wywierał także duży wpływ na sztuki plastyczne, co szczególnie widać w prądzie malarstwa o specyficznej estetyce związanej ze szkołą chan – do jego najwybitniejszych przedstawicieli należeli Liang Kai i Muqi.
Buddyzm miał także wielki wpływ na rodzący się ruch neokonfucjański, któremu przewodzili Cheng Yi (1033–1107) i Zhu Xi (1130–1200). Koncepcje etycznego uniwersalizmu buddyzmu mahajany wpłynęły na Fan Zhongyana i Wang Anshi, a buddyjska metafizyka miała wielki wpływ na pre-neokonfucjańskie idee Cheng Yi. Równocześnie jednak ideologia ta spotykała się z ostrą krytyką. Mąż stanu i historyk Ouyang Xiu (1007–1072) nazwał tę religię „przekleństwem” i zalecał całkowitą jej eliminację z chińskiej kultury i zastąpienie jej wartościami konfucjańskimi. Dlatego prawdziwe odrodzenie buddyzmu w społeczeństwie chińskim nastąpiło dopiero za rządów mongolskiej dynastii Yuan, wraz z poparciem, jakiego Kubilaj-chan udzielił buddyzmowi tybetańskiemu z Drogönem Chögyalem Phagpą jako naczelnym lamą. Podobne odrodzenie za czasów mongolskich nastąpiło w ruchu nestoriańskim, który pojawił się w Chinach za czasów dynastii Tang.
Spośród innych cudzoziemskich religii, które pojawiły się w Chinach w czasach dynastii Tang, manicheizm po przetrwaniu okresu Pięciu Dynastii stał się popularną tajemną religią w centralnych, a zwłaszcza południowych Chinach. Był on nazywany Mingjiao – „religią światła”. Chińscy manicheiści twierdzili, że Mani był awatarem Laozi, stąd mogli się prezentować jako taoiści lub buddyści. W roku 1019 udało im się nawet umieścić swoje pisma w kanonie taoistycznym (później zostały z niego usunięte). Po tym jednak jak członkowie tajnych sekt zostali uznani przez władze za zaplecze rebelii Fang La z 1120 roku manicheizm w Chinach zaczął być prześladowany. Muzułmanie przybywali do Chin bądź drogą lądową ze wschodu bądź morską na południowe wybrzeże. Ci pierwsi osiedlali się na pograniczu z północnymi koczownikami i odgrywali znaczącą rolę w handlu na jedwabnym szlaku, drudzy zaś zamieszkiwali w portach południa i zajmowali się handlem morskim. Muzułmanie byli także zatrudniani przez cesarzy jako najemnicy i jeden z ich dowódców, Amir Sajjid Suofeier, przybyły do Chin na wezwanie cesarza Shenzonga w 1070 roku, jest tradycyjnie uznawany za „ojca” społeczności muzułmanów w Chinach.
Cesarze wczesnej dynastii Song, podobnie jak ich poprzednicy z dynastii Tang, wywodzili swoje pochodzenie od legendarnego Żółtego Cesarza, wiązanego z taoizmem. Ten ostatni znajdował się zatem pod szczególnym cesarskim patronatem. Zagrożeni przez barbarzyńców z północy władcy uciekali się do pomocy niebiańskiego generała Heisha, a w Kaifengu zbudowali cały kompleks świątyń dedykowanych Doskonałemu Wojownikowi Zhenwu. Przyczynili się oni także do konsolidacji, czy wręcz powstania kilku taoistycznych szkół. W roku 1015 cesarz Zhenzhong uznał dziedziczne prawa lineażu Zhang z góry Longhu do przewodzenia szkole Tianshi Dao, która odtąd pod przywództwem nieprzerwanej do dzisiaj linii patriarchów miała odgrywać coraz większą rolę w chińskim życiu religijnym. Podobną rolę w stosunku do starych szkół Shangqing (Maoshan), oraz nowych Shenxiao i Jiangxi odegrał największy protektor taoizmu spośród członków dynastii, cesarz Huizong. Huizong popierał te tradycje do tego stopnia, że nie wahał się nawet przed zdegradowaniem wszystkich buddyjskich mnichów w państwie do stopnia mnichów taoistycznych drugiej rangi. To także pod jego patronatem doszło do pierwszej edycji drukowanego kanonu taoistycznego w roku 1120. To wydarzenie było jedną z oznak wielkiej przemiany jaką przechodził taoizm w epoce Song, który wraz ze wzrostem ogólnego poziomu wykształcenia i rozprzestrzenieniem się druku coraz bardziej koncentrował się na sformalizowanej praktyce, co objawiało się szczególnie w spisywaniu rozbudowanych kompendiów skomplikowanych rytuałów, które miały za zadanie odpędzić demony powodujące choroby lub inne problemy.
Neokonfucjanizm stał się dominującym prądem filozoficznym epoki Song i wieków następnych. Najważniejszą postacią był tu Zhu Xi, pozostający pierwotnie pod wpływem Cheng Yi (wspomnieć też należy innych prekursorów tej szkoły: Zhou Dunyi, Zhang Zaia, Shao Yonga i Cheng Hao). Choć niedoceniony przez jemu współczesnych, nacisk, jaki Zhu kładł na klasyczny Czteroksiąg, który uważał za najlepsze wprowadzenie do doktryny, i jego komentarz do niego położyły fundament pod szkołę neokonfucjańską. W roku 1241, na polecenie cesarza Lizonga, Czteroksiąg zredagowany przez Zhu Xi i jego komentarze stały się podstawą dla studentów chcących zdawać cesarskie egzaminy urzędnicze. Inne kraje Azji Wschodniej, jak Japonia i Korea także przyjęły nauczanie Zhu Xi pod nazwami, odpowiednio, Shushigaku (朱子学, Szkoła Zhu Xi) i Jujahak (주자학).
Wielu neokonfucjanistów było aktywnymi politykami, jak Ouyang Xiu, Su Shi i Zhang Shi (przyjaciel, ale i intelektualny oponent Zhu Xi). Lu Jiuyuan, kolejny ważny filozof tej szkoły, zajmował tylko pomniejsze stanowiska, będąc jednak aktywnym nauczycielem. Podstawowymi ideałami neokonfucjanizmu były li (理), tłumaczone jako „zasada, wzór” i qi (氣), czyli „eter, materia”. Cały wszechświat zbudowany był z qi zorganizowanego w byty przez li. Li ludzkiej natury było zasadniczo dobre (neokonfucjaniści rozwijali tu poglądy Mencjusza o wrodzonej dobroci człowieka), ale ulegało zamąceniu na skutek interakcji z qi. W związku z tym Zhu Xi kładł wielki nacisk na samodoskonalenie (xiu shen), rozumiane nie tylko jako formalne wykształcenie w duchu tradycyjnie konfucjańskim, lecz także praktykę duchową, mającą swe korzenie w praktykach buddyjskich.
Także do klasztorów buddyjskich zbliżone były nowego typu akademie konfucjańskie, niewielkie instytucje, często lokowane w górach. Związane to było z neokonfucjańskim programem zmiany społeczeństwa od dołu, poczynając od niewielkich rodzinnych lub lokalnych grup. Zamiast wielkich reform proponowali oni nauczanie, rozpowszechnianie swych nauk przez pisma i staranne studiowanie zjawisk, by odkryć li każdej rzeczy.

### Sztuka i literatura

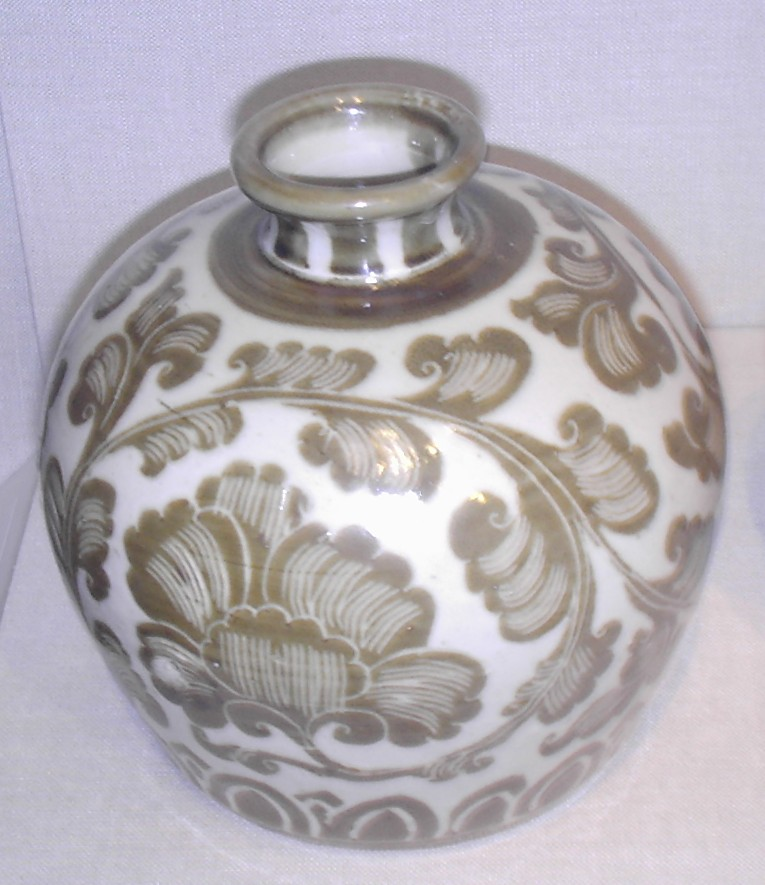
Butelka z porcelany typu ding z czasów dynastii Song. Freer and Sackler Galleries

Nowe osiągnięcia w malarstwie pejzażowym i portretowym spowodowały, że sztuki piękne okresu Song są uważane za „złoty okres” w historii malarstwa chińskiego. Uprawianie sztuki było uznanym sposobem spędzania wolnego czasu wśród gentry, a tworzenie malarstwa, poezji i kaligrafii było wyróżnikiem urzędnika-uczonego. Modne było też zbieranie starożytności, zajmowali się nimi np. poeta i mąż stanu Su Shi i jego przyjaciel Mi Fei (1051–1107), nabywając i wypożyczając dzieła sztuki, by je studiować i kopiować. Na rozwój poezji i literatury wpłynęły pozytywnie rozwój i zainteresowanie nowym gatunkiem, jakim było ci. W okresie tm skompilowano też obszerne kompendia wiedzy, m.in. historiografie i wiele ksiąg technicznych. Wśród nich należy wymienić historię świata Zizhi Tongjian, składającą się z 1000 tomów liczących łącznie 9,4 miliona znaków chińskich. Modna była też literatura opisująca podróże, którą upowszechnili geograf Fan Chengda (1126–1193) i Su Shi. Ten ostatni napisał esej, zapis z jednodniowej wycieczki, pt. Opis góry Kamiennego Dzwonu, który w rzeczywistości wykorzystuje metody perswazyjne, by udowodnić rozważania filozoficzne. W opisach miejscowości, dotychczasowe proste biuletyny geograficzne (gazetery), znane w Chinach od I w. n.e., zwane „przewodnikami po mapach” (tujing), zostały w czasach songowskich zastąpione znacznie bardziej rozwiniętymi formami, zwanymi „traktatami o lokalizacji (fangzhi).
Wśród niezwykle wysoko rozwiniętego rzemiosła artystycznego tej epoki, najważniejsza jest porcelana, a songowskie wyroby uchodzą za jedne z najwspanialszych w historii chińskiej ceramiki. Półprzezroczyste, cienkie jak skorupka od jajka naczynia dowodzą mistrzostwa twórców pracujących w wielkich centrach produkcyjnych, jak Jingdezhen czy Longquan, które wytwarzały wiele rodzajów porcelany i ceramiki: wspomnieć należy o białobłękitnych naczyniach typu qingbai, kremowych, zdobionych reliefem typu ding i, bardzo modnych w tym okresie, cięższych celadonach. Produkcja przedmiotów z laki, odlewnictwo w brązie, rzeźba (m.in. w jadeicie) stały na bardzo wysokim poziomie.

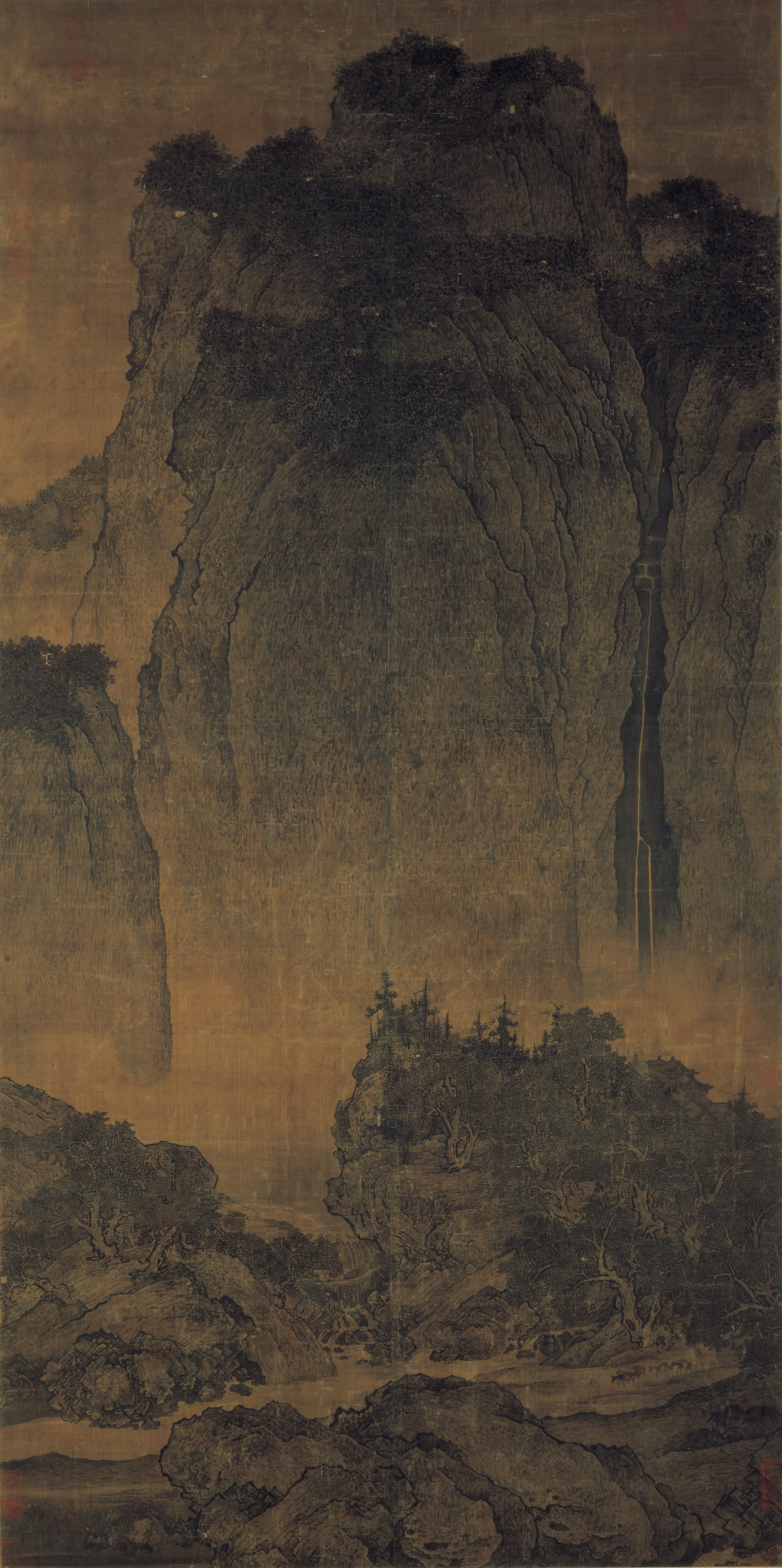
Fan Kuan (ok. 950 – ok. 1030), Podróż wśród gór i strumieni. Wiszący zwój, tusz i farby na jedwabiu. Zbiory Narodowego Muzeum Pałacowego w Tajpej

Dwór cesarski pełen był dworskich malarzy, poetów i opowiadaczy. Cesarz Huizong sam był sławnym artystą, a także patronem artystów. Innym sławnym malarzem dworskim był Zhang Zeduan (1085–1145), autor ogromnego, panoramicznego zwoju Widok wzdłuż rzeki podczas święta Qingming. Cesarz Gaozong w czasie swego panowania zainicjował szeroki program artystyczny, zatytułowany 18 pieśni fletu nomady, oparty na życiorysie Cai Wenji (ur. 177). Projekt ten był równocześnie dyplomatycznym ukłonem w kierunku Jin, w czasie gdy cesarz negocjował z Dżurdżenami zwolnienie jego matki z niewoli u nich. W odtworzonej przez niego Akademii Malarstwa pracowali tacy artyści jak Xia Gui, Ma Yuan i Li Tang. Wraz z Liu Songnianem tworzą oni grupę zwaną „czterema mistrzami Południowej dynastii Song”.
Jednak sztuką par ecellence, najsilniej identyfikowaną z konfucjańską gentry i będącą wyróżnikiem sztuki chińskiej jako całości jest monochromatyczne malarstwo pejzażowe (shanshui). Zapoczątkowane przez Wang Weia w epoce Tang, za Songów i za następnej dynastii Yuan, przeżywało okres największego rozkwitu. Malarze Północnej dynastii tworzyli pejzaże przedstawiające monumentalne górskie krajobrazy; wymienić tu należy mistrzów takich jak Li Chenga, Fan Kuana, Guan Tonga i Dong Yuana. Obrazy pejzażystów Południowej dynastii przedstawiają sceny bliższe, bardziej intymne, widać w nich wpływy filozofii neokonfucjańskiej, taoistycznej i buddyjskiej, w tym wspomnianej już szkoły chan. W obydwu jednak przypadkach pejzaż służy przede wszystkim do ukazania stanu ducha malarza, nie ma odwzorowywać dokładnie fragmentu rzeczywistości, lecz wzbudzać u widza podobne odczucia, jakie miał tworzący go artysta. Idealny pejzaż ukazuje esencję, „ideał” świata naturalnego, z jego nieustającą zmianą i dynamizmem.

### Kuchnia i ubiory

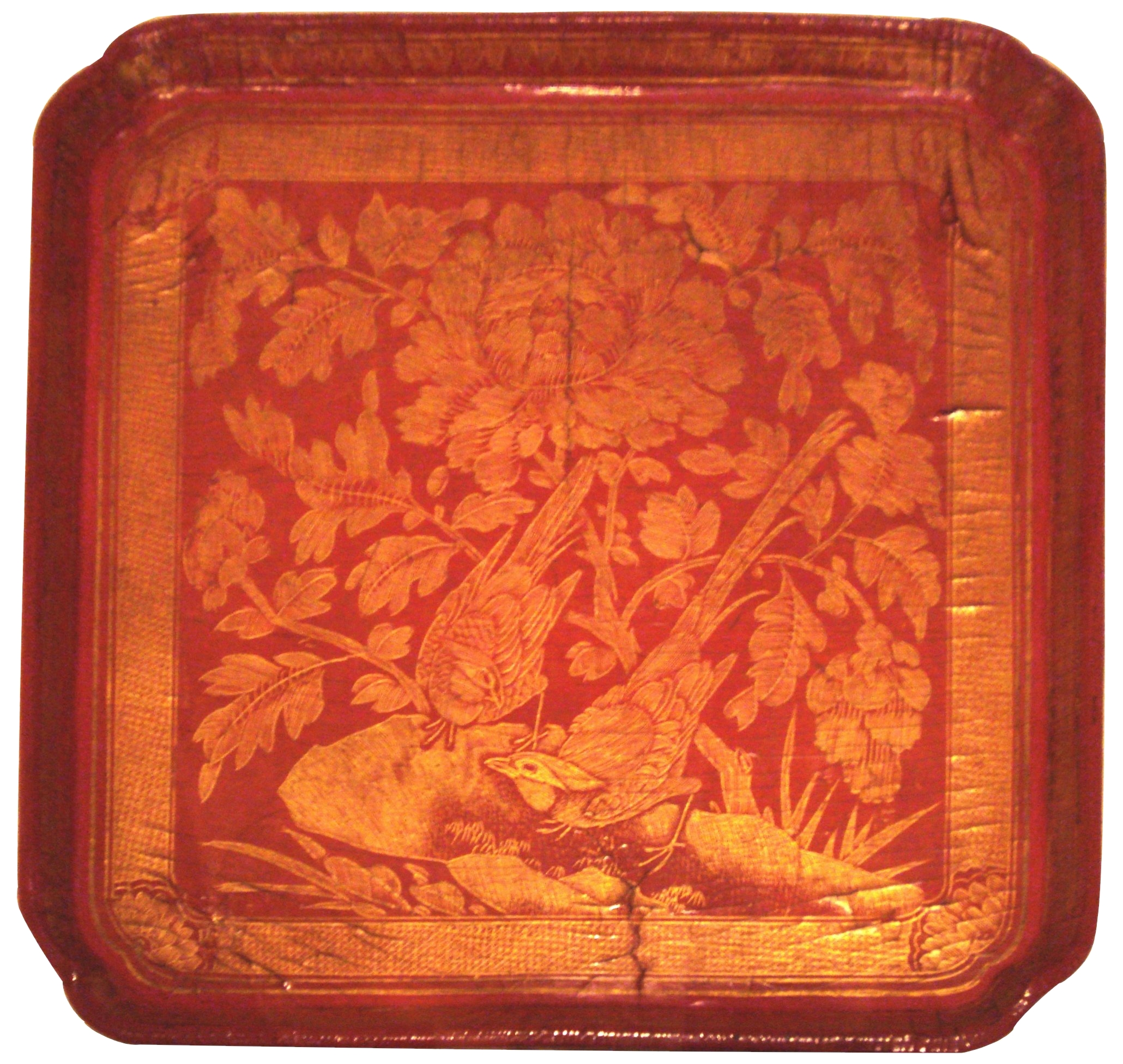
Taca z czerwonej laki, zdobiona żlobieniem przedstawiającym dwa ptaki i piwonie, wykładane złotym liściem, XII – pocz. XIII w. Freer and Sackler Galleries

Ubiór i kuchnia za czasów dynastii Song zależały głównie od przynależności do klasy społecznej i związanego z tym statusu. Podstawą diety klas niższych były ryż, wieprzowina i solona ryba; typowymi tkaninami na ubrania: płótno konopne i bawełniane, w kolorach czarnym i białym. Spodnie były typowym ubiorem chłopów pracujących na roli, żołnierzy, rzemieślników i sklepikarzy, choć bogaci kupcy ubierali się bardziej ozdobnie, m.in. w męskie kaftany sięgające poniżej pasa. Strój uczonych-urzędników był ściśle regulowany przez konwencje hierarchii społecznej, choć zasady gradacji strojów w zależności od stanowiska uległy pewnemu rozluźnieniu w późnym okresie Song. Urzędnicy demonstrowali nadany im status, ubierając tradycyjne chińskie, długie do kostek szaty jedwabne, w różnych kolorach, rozmaitego typu nakrycia głowy, a nawet specjalnego typu pasy, przynależne odpowiednim rangom w biurokracji.
Kobiety za czasów dynastii Song nosiły długie suknie, kaftany sięgające kolan, spódnice i koszule z długimi i krótkimi rękawami, a damy z bogatych rodzin narzucały na ramiona purpurowe szale. Główną różnicą między strojem męskim i damskim było zapięcie: męski zapinał się na prawo a damski na lewo.
W okresie tym funkcjonowała niezliczona liczba restauracji, tawern i zajazdów, serwujących niezmiernie zróżnicowane menu na obiady, bankiety, święta i festiwale; zachowane spisy pokazują bardzo bogatą i zróżnicowaną dietę przedstawicieli wyższych klas. Wśród wielu mięs wybierać oni mogli między różnymi rodzajami krewetek, gęsi, kaczek, małży, sercówek, danieli, zajęcy, przepiórek, bażantów, frankolinów, kuropatw, lisów, borsuków, ostryg, krabów i wielu innych. Nabiał nie był obecny w kuchni i kulturze chińskiej, wołowinę jadano rzadko, ze względu na wartość wołów jako zwierząt pociągowych. Psie mięso nie było spożywane przez klasy wyższe, choć mogła go jeść biedota (nie był to wszakże składnik jej regularnej diety). Jadano także daktyle zwyczajne i chińskie, rodzynki, gruszki, śliwki, morele, pito sok z brzoskwiń, liczi, papai i napoje z miodu i imbiru. Jako przyprawy wykorzystywano pieprz syczuański, imbir, paprykę, sos sojowy, oleje, olej sezamowy, sól i ocet.

## Gospodarka, przemysł i handel

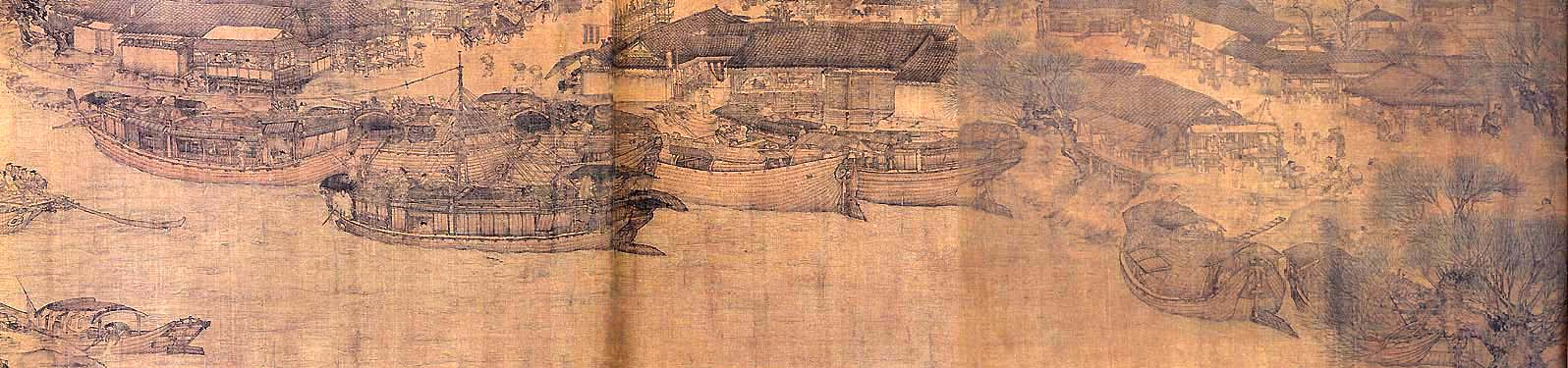
Dżonki rzeczne na obrazie Zhang Zeduana (1085–1145) Widok wzdłuż rzeki podczas święta Qingming; okręty chińskie tego okresu miały kadłuby podzielone na przedziały wodoszczelne

Cesarstwo dynastii Song było jednym z najlepiej rozwiniętych gospodarczo państw ówczesnego świata. Chińczycy inwestowali swoje pieniądze w kompanie handlowe, charakteryzujące się podziałem między właścicielami (udziałowcami) a zarządem (forma zbliżona do współczesnej spółki akcyjnej) i liczne statki żaglowe, przynoszące zyski zarówno dzięki ożywionemu handlowi zamorskiemu, jak i wewnętrznemu, wzdłuż Wielkiego Kanału i Jangcy. Poza państwowymi monopolami, handel i przemysł pozostawały w rękach znaczących rodzin kupieckich. Przemysł, zarówno państwowy, jak i prywatny zaspokajały potrzeby rosnącej populacji cesarstwa. Rzemieślnicy i kupcy tworzyli gildie, z których zdaniem państwo musiało się liczyć, gdy szacowało wysokość podatków, składało zamówienia na dobra i ustalało typowe wynagrodzenia robotników i ceny towarów.
Hutnictwo żelaza było zarówno w rękach prywatnych, jak i państwowych, i obie strony posiadały własne huty. Gospodarka songowska była wystarczająco stabilna i rozwinięta, by produkcja żelaza sięgnęła ponad 100 tysięcy ton rocznie. Spowodowałoby to postępującą deforestację Chin, gdyby nie zastąpienie w XI w. węgla drzewnego do wytopu surówki w wielkich piecach – węglem kamiennym. Większość z tak wytopionego metalu była zarezerwowana na potrzeby wojska, do wyrobu broni i pancerzy, ale znaczna ilość trafiała też na rynek, w postaci żelaznych produktów codziennego użytku. Na rozwój handlu żelazem pozytywny wpływ miała rozbudowa sieci kanałów, które ułatwiały transport produktów z centrum ich wytwarzania na rynki w wielkich miastach, zwłaszcza stolicy.

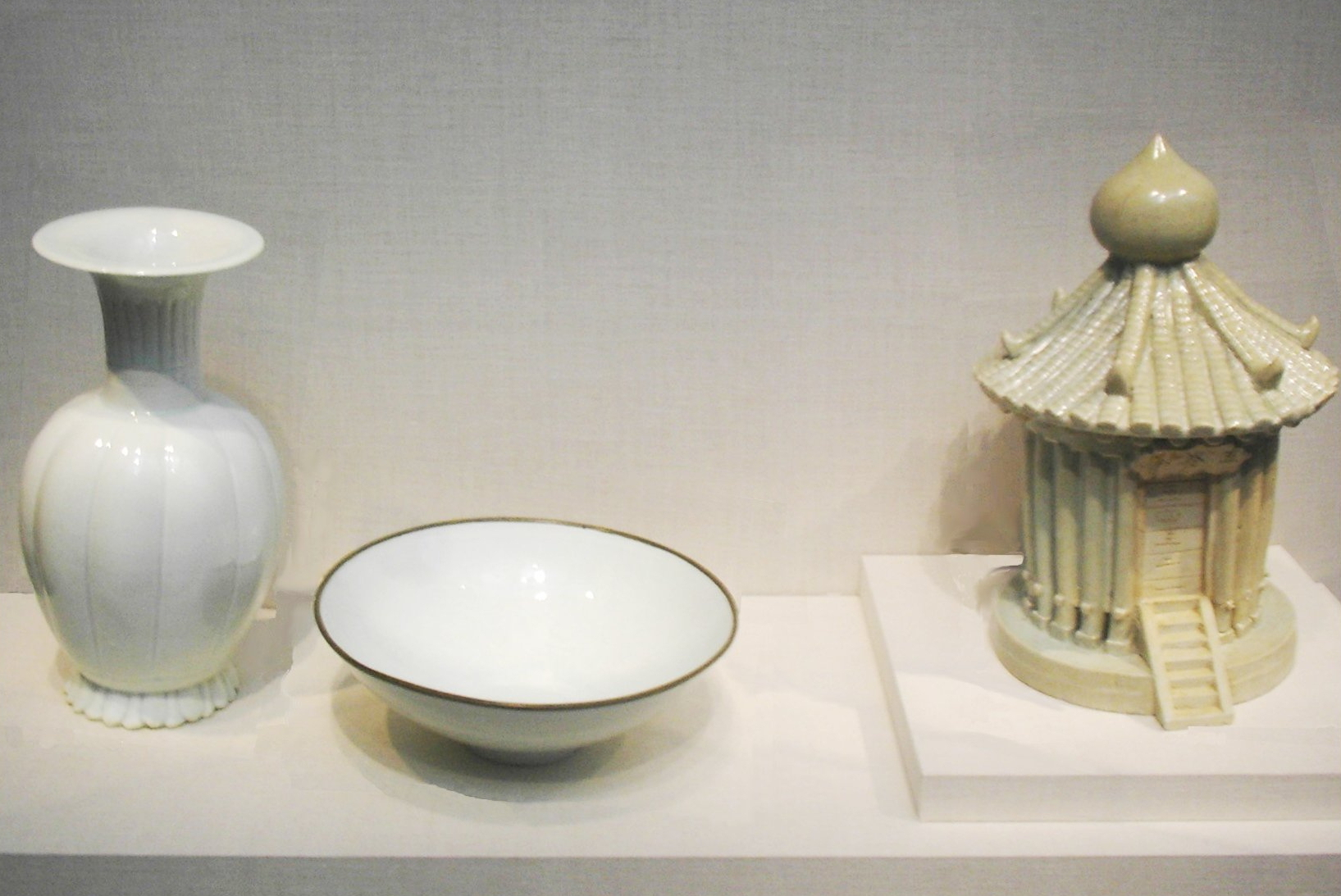
Porcelana z Jingdezhen, od lewej: północnosongowska waza z ceramiki qingbai z przeźroczystym, błękitnawym szkliwieniem, XI w.; północno- lub południowosongowska miska qingbai, ozdobiona reliefem z wzorem lotosu, metalowym brzegiem i przeźroczystą, błękitnawą glazurą, XII lub XIII w.; południowosongowski model spichlerza, ze zdejmowalnymi drzwiami i dachem-przykrywką, szkliwiona ceramika qingbai, XIII w.

Tylko w roku 1085 odlano około sześć miliardów monet miedzianych, co daje pojęcie o skali obrotu pieniężnego w kraju. Najznaczniejszym jednak osiągnięciem songowskiej ekonomii było ustanowienie pierwszej na świecie, państwowej waluty papierowej, znanej jako jiaozi (zob. także huizi). Rząd dynastii Song ustanowił kilka drukarni w takich miastach jak Huizhou, Chengdu, Hangzhou i Anqi zajmujących się wyłącznie wytwarzaniem banknotów. Drukarnie pieniędzy zatrudniały wielu pracowników – według zapisów fabryka z Hangzhou w 1175 miała ponad tysiąc robotników.
Potęga ekonomiczna Songów wywierała znaczny wpływ na inne kraje. Marokański geograf al-Idrisi opisywał w 1154 dzielność chińskich statków, które w swych corocznych podróżach po Oceanie Indyjskim przywoziły jedwab, żelazo, miecze, welwet, porcelanę i rozmaite tkaniny do Adenu (Jemen), ujścia Indusu i Eufratu w dzisiejszym Iraku. Cudzoziemcy także wywierali swój wpływ na gospodarkę chińską. Przykładowo, wielu muzułmanów z Azji Zachodniej i Środkowej przybywało do Chin jako kupcy, stając się potężną siłą w handlu zagranicznym; niektórzy dorobili się nawet stanowisk w administracji rządowej, w jednostkach zajmujących się nadzorem handlu. Handel morski z krajami Azji Południowo-Wschodniej, Indiami i światem arabskim spowodował powstanie wielkich fortun kupieckich, a także ogromny rozwój przemysłu stoczniowego w prowincji Fujian. Oczywiście, długotrwałe rejsy morskie niosły wiele niebezpieczeństw. Aby zmniejszyć ryzyko straty zainwestowanych w zamorski handel funduszy, jak opisują to Ebrey, Walthall i Palais:
...[songowscy] inwestorzy zazwyczaj dzielili swój wkład między wiele statków, i każdy statek wiózł towary należące do wielu inwestorów. Jeden z obserwatorów sądził, że chęć inwestycji w handel zamorski prowadziła do wypływu miedzianego pieniądza z kraju. Pisał on: „Ludzie wzdłuż całego wybrzeża dobrze znają kupców handlujących z zagranicą, ponieważ są to ich krajanie lub znajomi... [Dają oni kupcom] pieniądze, by ci je zabrali na statkach i nabyli za nie zagraniczne towary, które przywiozą z powrotem. Inwestują od dziesięciu do stu sznurów pieniędzy i regularnie zarabiają kilkaset procent”.

## Technologia, nauka i inżynieria

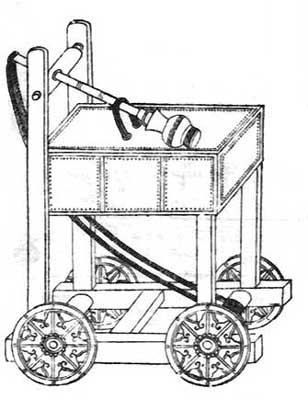
Ilustracja przedstawiająca trebusz manuskryptu Wujing Zongyao, 1044. Katapulty tego typu wyrzucały pierwsze znane bomby wybuchowe.

### Proch czarny i broń prochowa
Rozwój technologii wojskowej, w tym użycie ognia greckiego i prochu czarnego, obejmujące stworzenie pierwszego miotacza ognia, eksplodującego granatu, broni palnej, dział i min lądowych, pozwoliło Songom odpierać najazdy wrogów aż do końca dynastii pod koniec XII wieku. Manuskrypt Wujing Zongyao z 1044 jako pierwsza księga w historii podaje przepis na proch czarny i na konkretne sposoby jego użycia w różnych rodzajach bomb. W czasie wojny z Mongołami, w 1259 urzędnik Li Zengbo zanotował w swym Kozhai Zagao, Xugaohou, że miasto Qingzhou produkowało 1-2 tysięcy wytrzymałych, żelaznych skorup do bomb miesięcznie, wysyłając do Xiangyang i Yingzhou około 10 do 20 tysięcy takich bomb za jednym razem. Równocześnie, mongolscy najeźdźcy zatrudniali żołnierzy z północnych Chin i wykorzystywali taką samą broń prochową przeciw Songom. Pod koniec XIV w. broń palna i armaty znalazły się także w Europie, Indiach i na islamskim Bliskim Wschodzie, otwierając pierwszy etap historii broni palnej.

### Pomiary odległości i instrumenty nawigacyjne
Już za czasów dynastii Han, gdy funkcjonariusze państwa potrzebowali znać dokładne dystanse między różnymi punktami imperium, używali do tego mechanicznego drogomierza. Chiński drogomierz miał formę powozu, który wewnątrz miał przekładnię mechaniczną, napędzaną obrotowym ruchem kół, która wybijała na bębnie lub dzwonie każde przebyte li. Opis takiego drogomierza z XI wieku, sporządzony przez głównego Kanclerza Lu Daolonga, jest szeroko cytowany w historycznym tekście Song Shi (skompilowanym ok. 1345). W okresie songowskim, drogomierz połączono z innym dawnym wynalazkiem, równie złożonym konstrukcyjnie, jakim był wóz wskazujący na południe. To urządzenie, pierwotnie zbudowane w III w. przez Ma Juna, posiadało mechanizm różnicowy, który pozwalał zamontowanej na szczycie wozu figurze zawsze wskazywać na południe, niezależnie od kierunku, w którym kręciły się koła wozu. Użyty w tym pojeździe-przyrządzie nawigacyjnym mechanizm różnicowy jest dziś wykorzystywany we wszystkich nowoczesnych samochodach w celu rozdzielenia momentu obrotowego między koła obracające się z różną prędkością.

### Polihistorzy, wynalazki i astronomia

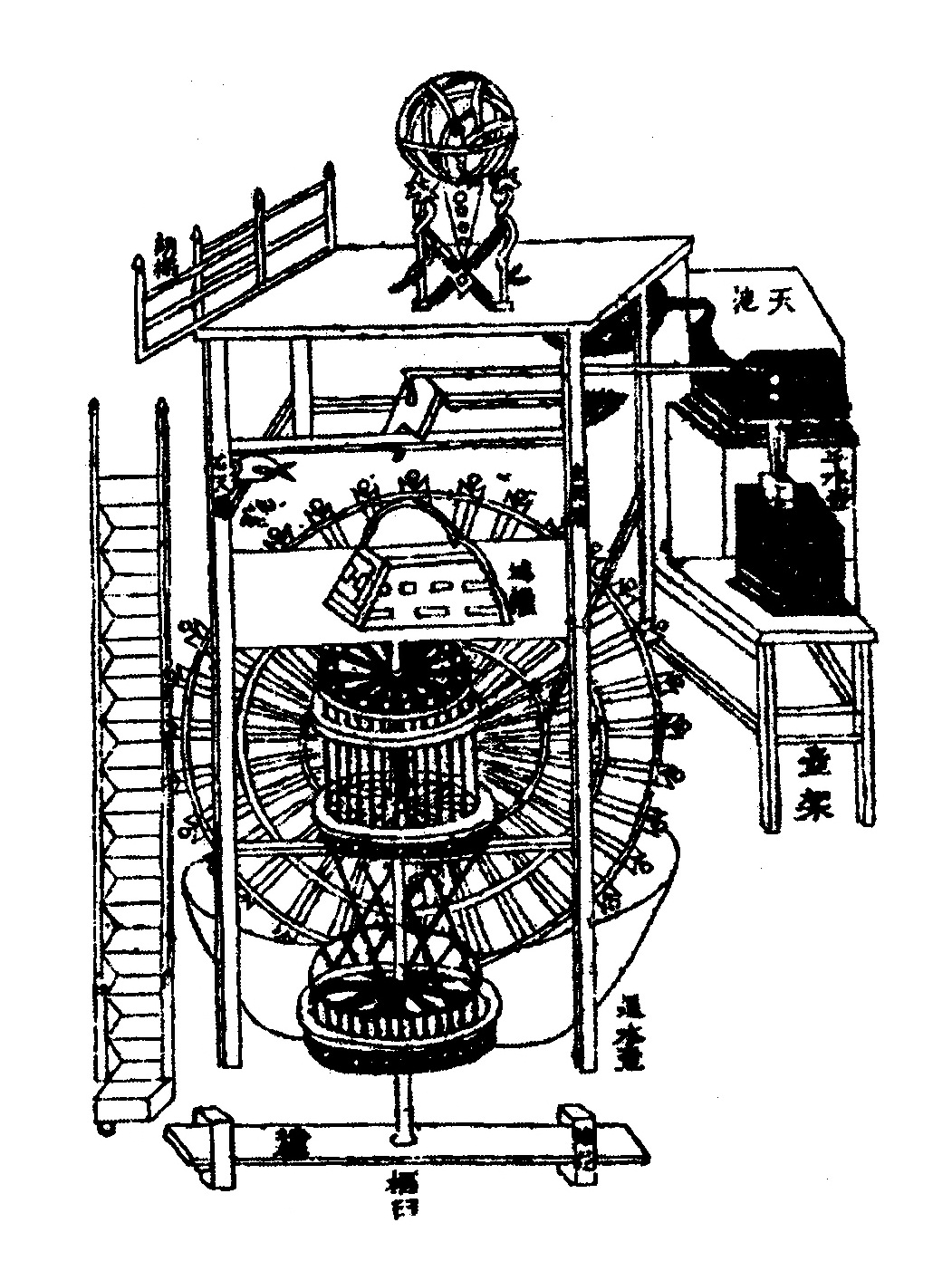
Diagram budowy astronomicznej wieży zegarowej z Kaifengu, zaczerpnięty z pracy Su Songa, napisanej w 1092 i wydrukowanej w 1094.

Polihistorzy tacy jak mężowie stanu Shen Kuo i Su Song (1020–1101) ucieleśniali postęp, jaki się wówczas dokonywał we wszystkich niemal dziedzinach wiedzy: biologii, botanice, zoologii, geologii, mineralogii, mechanice, horologii, astronomii, farmacji, archeologii, matematyce, kartografii, optyce, krytyce literackiej i innych.
Shen Kuo jako pierwszy wykrył deklinację magnetyczną prawdziwej (geograficznej) północy podczas swoich eksperymentów z kompasem. Snuł także teorie o zmianach klimatu danych lokalizacji w czasie. Stworzył teorię powstawania lądów, w której wykorzystał koncepcje podobne do używanych we współczesnej geomorfologii. Zaledwie kilkadziesiąt lat po pierwszych doświadczeniach Ibn al-Hajsama z camerą obscurą, także eksperymentował z tym urządzeniem. Ulepszył także przyrządy astronomiczne, m.in. tubę przeziernikową, co pozwoliło mu na dokładne obserwacje i poprawę określenia położenia Gwiazdy Polarnej, która przesunęła się w ciągu kilkuset lat na skutek precesji. Był także znany ze swych zegarów wodnych; wynalazł nowy rodzaj przelewowej klepsydry, która wykorzystywała dokładniejszą miarę upływu czasu opartą na interpolacji wyższego rzędu w miejsce liniowej.
Su Song jest najbardziej znany ze swego traktatu z 1092, w którym dokładnie opisał i zilustrował zbudowaną przez siebie w Kaifengu, napędzaną energią wodną, dwunastometrową wieżę zegarową. Zegar ten posiadał na szczycie duże instrumenty astronomiczne (sferę armilarną i globus niebiański), napędzane przez wczesny rodzaj mechanizmu wychwytowego (stworzonego na ok. 200 lat przed średniowiecznymi mechanizmami zegarów mechanicznych). Ponadto, zegar Su Songa wyposażony był w pierwszy na świecie łańcuch napędowy, niezwykle użyteczny mechanizm przeniesienia napędu, używany powszechnie w wielu urządzeniach (typowym przykładem współczesnym jest łańcuch rowerowy). Wieża Su posiadała poziome koło, na którym umieszczone były 133 figurki, oznaczające różne pory czasu, które wysuwały się w odpowiednim momencie przez przykryte klapką okienko, podczas gdy zegar wybijał godziny na bębnach i dzwonach i wywieszał plakietki określające godzinę. W swoim dziele Su Sung opublikował też atlas nieba składający się z pięciu map. Mapy te wykorzystywały odwzorowanie walcowe, zbliżone do rzutu Merkatora (wynalezionego w 1569 przez Gerarda Merkatora).

### Matematyka i kartografia

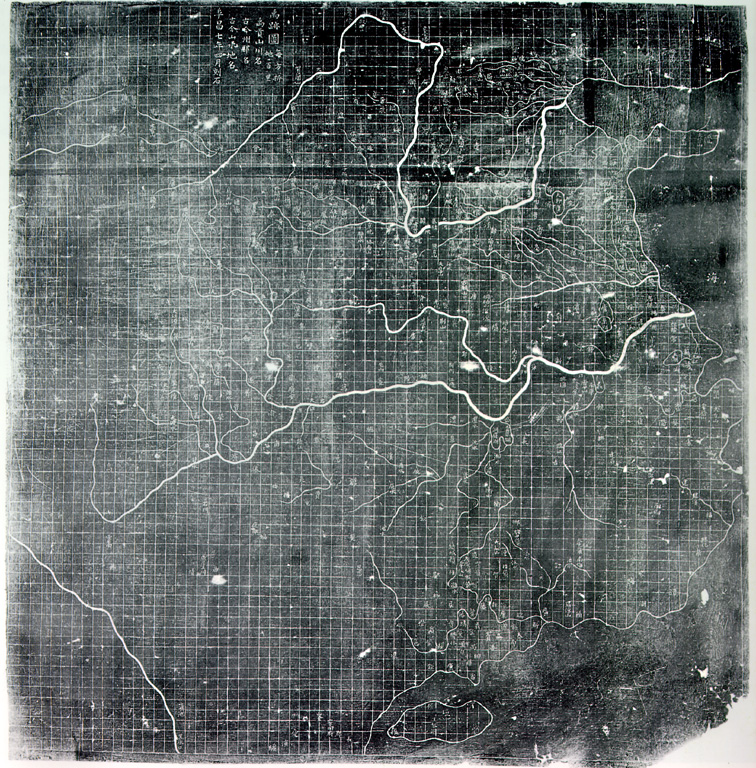
Yu Ji Tu (Mapa szlaków Wielkiego Yu), wyryta w kamieniu w 1137, znajdująca się w Lesie stel w Xi’anie. Ta trzymetrowa, prostokątna mapa posiada skalę 100 li na każdy kwadrat powierzchni. Wybrzeże i sieć wodna China są precyzyjnie oddane. Yu Gong odnosi się do legendarnego herosa, poskromiciela powodzi, opisanego w rozdziałach o geografii w Księdze Dokumentów z V w. p.n.e.

W okresie songowskim wielkie postępy poczyniła chińska matematyka. Najwcześniejsza chińska ilustracja trójkąta Pascala znajduje się w księdze wydanej w 1261 przez matematyka Yang Huia (ok. 1238–1298), aczkolwiek opisany był on dużo wcześniej, około 1100 roku, przez Jia Xiana. Yang Hui zapisał także zasady tworzenia kombinatorycznych układów w kwadratach magicznych, przedstawił teoretyczne dowody na czterdzieste trzecie twierdzenie Euklidesa o równoległobokach, i był pierwszym, który użył ujemnych współczynników w równaniach kwadratowych. Współczesny Yangowi Qin Jiushao (c. 1202–1261) jako pierwszy wprowadził symbol zera do chińskiej matematyki (wcześniej, używając systemu patyczków liczbowych, zamiast zera pozostawiano wolną przestrzeń). Znany jest także z prac nad chińskim twierdzeniem o resztach, wzorem Herona i danymi astronomicznymi wykorzystywanymi w obliczaniu zimowego przesilenia. Najważniejszą pracą Qin Jiushao był Traktat matematyczny w dziewięciu częściach, wydany w 1247.
Geometria była nieodzowna dla geodezji i kartografii. Najwcześniejsze dokładne mapy chińskie pochodzą z IV w. p.n.e., ale dopiero w czasach Pei Xiu (224–271) zaczęto stosować w mapach topograficznych oznaczenia wysokości, sformalizowaną siatkę topograficzną i system oznaczania odległości za pomocą jednolitej skali. Shen Kuo, kontynuując już istniejącą tradycję, stworzył mapę plastyczną, zaś rysując inne mapy, korzystał z jednolitej skali 1:900 000. Znana jest trzymetrowa, kwadratowa mapa z 1137, precyzyjnie oddająca zarys wybrzeża i sieci wodnej Chin, sięgająca aż do Indii i wykorzystująca jednolitą skalę 100 li na każdy kwadrat powierzchni. Najstarsza drukowana mapa terenu pochodzi z encyklopedii pod redakcją Yang Jia z 1155; ukazuje ona zachodnie Chiny bez siatki kwadratowej, charakterystycznej dla bardziej profesjonalnie wykonanych map. Aczkolwiek gazetery istniały w Chinach od roku 52 (dyn. Han), a wersje ilustrowane mapami (tujing) pojawiły się za czasów Sui, ilustrowane gazetery stały się dużo powszechniejsze za Songów, pełniąc przede wszystkim rolę informacyjną dla celów politycznych, administracyjnych i wojskowych.

### Druk czcionką ruchomą

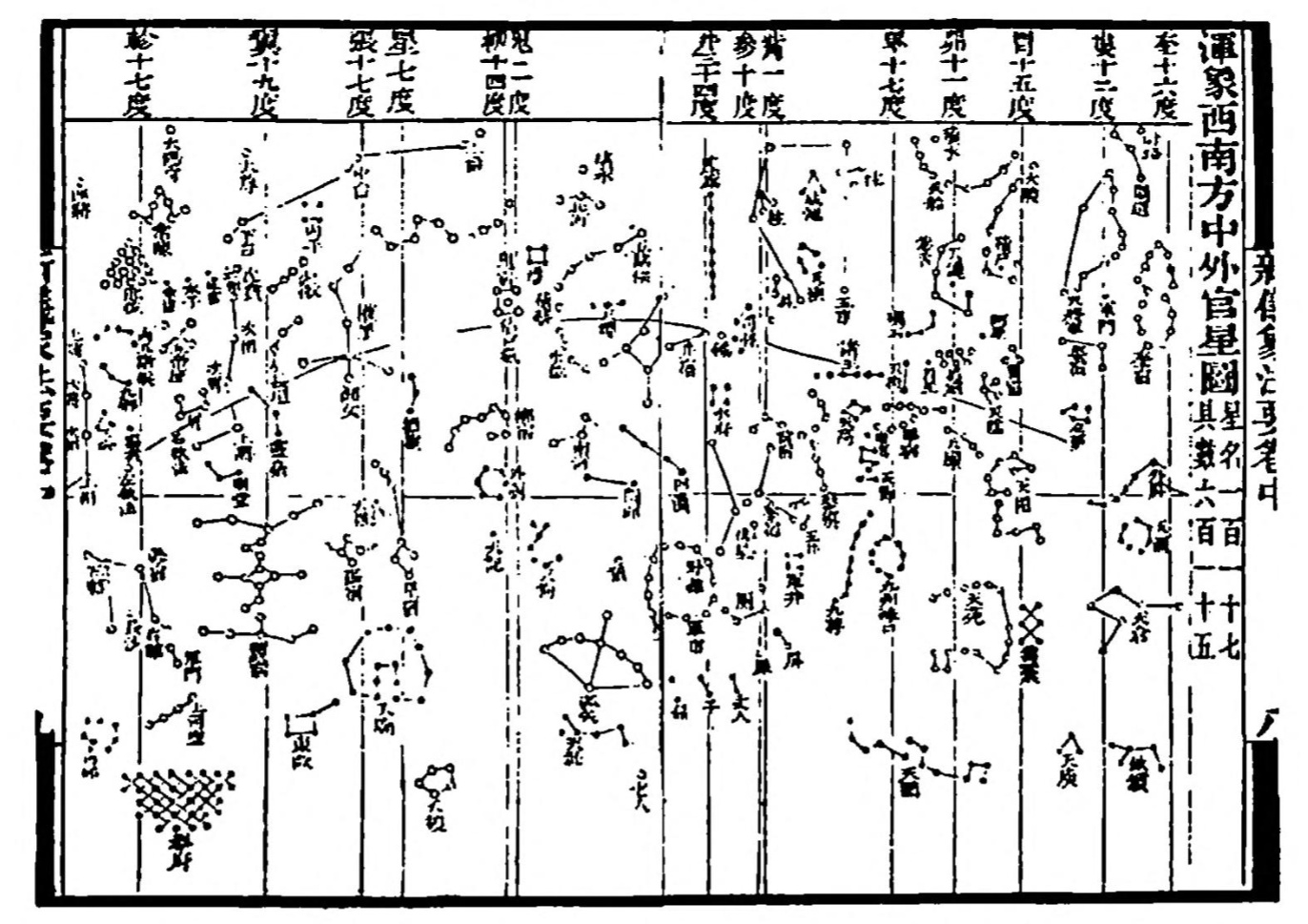
Jedna z map nieba z atlasu Xin Yi Xiang Fa Yao Su Songa, opublikowanego w 1092, w odwzorowaniu walcowym zbliżonym do rzutu Merkatora, i ze skorygowaną pozycją Gwiazdy Polarnej (dzięki obserwacjom Shen Kuo). Atlas Su Songa jest najstarszym drukowanym atlasem nieba.

Czcionkę ruchomą wynalazł rzemieślnik Bi Sheng (990–1051), a jego wynalazek jako pierwszy opisał Shen Kuo w swoim dziele Mengxi Bitan z 1088. Oryginalny zbiór wypalonych z gliny czcionek Bi Shenga został przekazany jednemu z siostrzeńców Shen Kuo, który starannie go przechował. Czcionka ruchoma wprowadziła dodatkowe ułatwienie do techniki drukarskiej, już bardzo rozpowszechnionej, i używającej klocków drukarskich do produkcji kopii tysięcy dokumentów i tomów literatury, pochłanianej przez stale wzrastający rynek czytelniczy. Rozwój druku miał wielki wpływ na edukację i na klasę urzędników-uczonych, ponieważ im więcej książek ukazywało się drukiem, tym drukowane kopie stawały się coraz tańsze, zwłaszcza w porównaniu z pracochłonnymi kopiami odręcznymi. Rozwój i rozpowszechnienie druku i związanej z tym kultury słowa drukowanego w okresie songowskim były więc katalizatorem zwiększonej ruchliwości społecznej i prowadziły do powiększania się wykształconej elity uczonych, która w wiekach X–XIII gwałtownie zwiększyła swą liczebność.
Ostatecznie ruchoma czcionka Bi Shenga przegrała z klockowym drukiem całostronnicowym, ze względu na ograniczone korzyści jakie przynosiła wobec ogromnej liczby znaków pisma chińskiego, ale nie zaginęła i była wykorzystywana i ulepszana w późniejszych latach. Wang Zhen (działał 1290–1333), uczony-urzędnik z czasów dynastii Yuan, wprowadził szybszy system składu, zastąpił gliniane czcionki Bi Shenga drewnianymi i eksperymentował z czcionkami odlewanymi z cyny. Bogaty właściciel drukarni Hua Sui (1439–1513), z okresu dynastii Ming, założył pierwszy zakład posługujący się metalową (brązową) czcionką w 1490. W 1638 oficjalny biuletyn pekiński przeszedł z druku drzeworytniczego na czcionkę ruchomą, ale dopiero za czasów dynastii Qing zaczęto w ten sposób drukować prawdziwie obszerne dzieła np. w 1725 Gujin Tushu Jicheng, encyklopedię składającą się z 5020 tomów, dla której wydrukowania konieczne było odlanie 250 tys. brązowych czcionek. W XIX w. europejskie maszyny drukarskie zastąpiły chińskie metody druku czcionką ruchomą, a tradycyjny druk drzeworytniczy jest wciąż sporadycznie stosowany w Azji Wschodniej, głównie w celach estetycznych.

### Inżynieria wodna i żeglarstwo

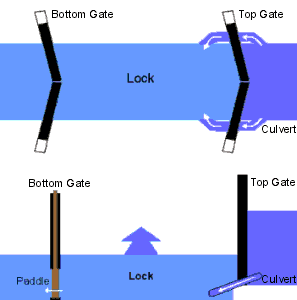
Plan i przekrój śluzy na kanale – chińskiego wynalazku z 984, autorstwa Wicekomisarza ds. Transportu z Huainanu, inżyniera Qiao Weiyue.

Budownictwo wodne i okrętownictwo poczyniły wielkie postępy w erze songowskiej. Śluza wodna, wynalazek z X w., umożliwił utrzymywanie różnych poziomów wody w różnych sekcjach kanałów, co znacząco zwiększyło bezpieczeństwo ruchu wodnego i umożliwiło większym barkom przepływanie odcinków o różnej wysokości. Innym songowskim wynalazkiem były przedziały wodoszczelne, które umożliwiały utrzymanie się statku na wodzie nawet w przypadku przebicia kadłuba. Jedenastowieczni Chińczycy nauczyli się wykorzystywać suche doki do naprawy jednostek zawieszonych poza wodą. Dla wzmocnienia wręg okrętowych Chińczycy zastosowali legary usztywniające strukturę i tworzące rodzaj nośnego szkieletu. Zamontowany na rufie ster zawiasowy był używany na chińskich okrętach już od I w. (co wiadomo z zachowanego modelu statku z epoki Han); za dynastii Song wynaleziono sposób na jego mechaniczne podnoszenie lub opuszczanie, umożliwiając w ten sposób rejs na wodach o różnej głębokości. Chińscy żeglarze tej epoki używali też kotwic o zębach rozmieszczonych koliście, zamiast w jednym kierunku. David Graff i Robin Higham twierdzą, że takie rozmieszczenie „[pozwalało na] bezpieczniejsze mocowanie statków na kotwicowisku”. Prawdopodobnie najważniejsze dla nawigacji morskiej było wprowadzenie żeglarskiego kompasu magnetycznego. Kompas taki po raz pierwszy opisał Shen Kuo w swoim Mengxi Bitan z 1088, a jego użycie w nawigacji Zhu Yu w Pingzhou Ketan z 1119.

### Architektura i mechanika konstrukcji

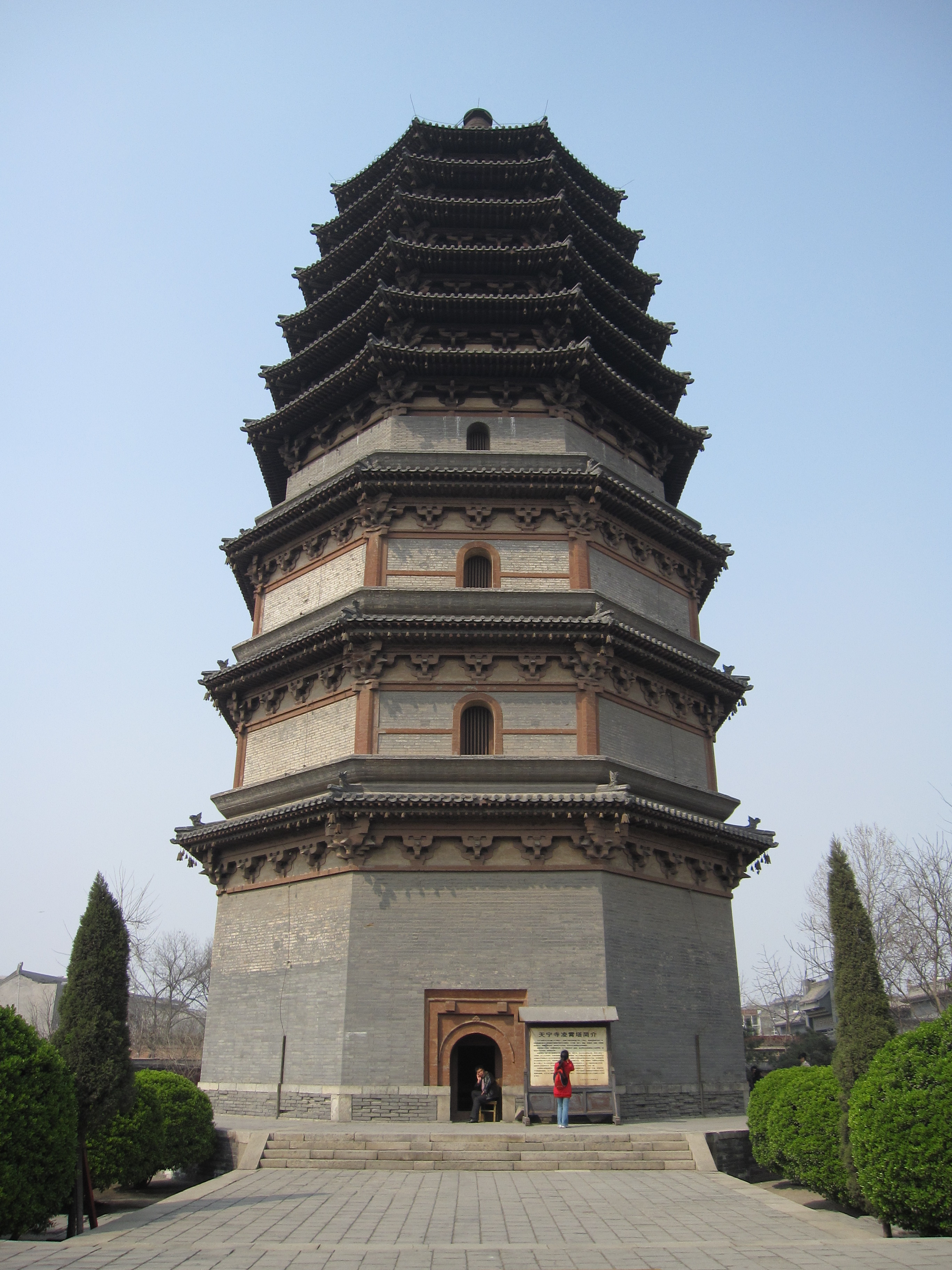
Ceglano-drewniana pagoda Lingxiao, wys. 42 m., Zhengding, Hebei, z 1045 roku.

Architektura okresu Song wzniosła się na nowe wyżyny wyrafinowania. W X i XI w. autorzy tacy jak Yu Hao i Shen Kuo tworzyli dzieła opisujące plany architektoniczne, rzemiosło i mechanikę konstrukcji. Shen Kuo zachował zapisane dialogi Yu Hao, w swoich opisach technicznych kwestii, takich jak ukośne zastrzały wbudowane w ściany pagody, w celu usztywnienia konstrukcji i zwiększenia jej odporności na wiatr. Shen Kuo także zachował wymieniane przez Yu wymiary i jednostki miar, odpowiednie do budynków różnych typów. Architekt Li Jie (1065–1110), który opublikował Yingzao Fashi (Traktat o Metodach Architektury) w 1103, znacząco rozwinął prace Yu Hao i zebrał standardy stosowane przez agencje rządowe i rzemieślników przy wznoszeniu budynków na terenie całego cesarstwa. Opisał on typowe metody konstrukcji, planowania i stosowania fos i fortyfikacji, prac kamieniarskich, głównych i pomocniczych prac ciesielskich i snycerskich; toczenie, wiercenia, rżnięcia, obróbki bambusa, kafelkowania, wznoszenia murów, malowania, dekorowania, układania cegieł, wypalania glazury; podał też właściwe proporcje zaprawy stosowanej w murarstwie. W swej książce Li zamieścił dokładne i robiące wrażenie ilustracje elementów architektonicznych i przekroje budynków. Ilustracje te obrazują rozmaite zastosowania podpór, zastrzałów, sposoby łączenia belek wzdłużnych i poprzecznych, a diagramy pokazywały różne rodzaje budynków o różnych wielkościach. Opisał także standardowe jednostki miar i typowe wymiary wszystkich elementów budynków opisanych i pokazanych w jego książce.

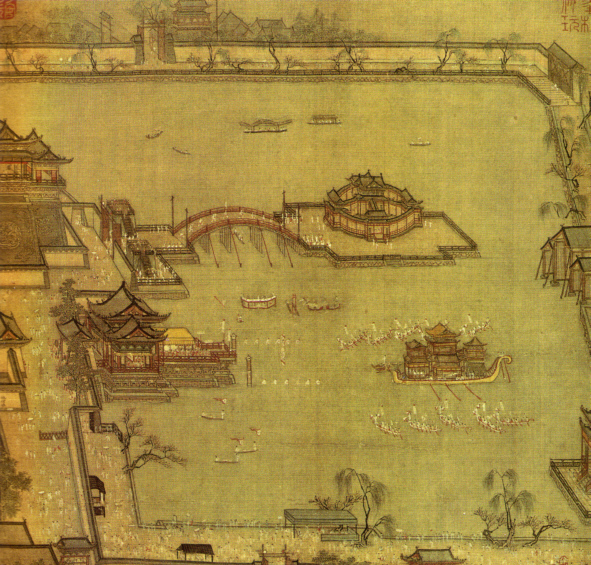
Zabawy na Jeziorze Jinming, obraz na jedwabiu autorstwa Zhang Zeduana, ukazujący Kaifeng, okres północnej dynastii Song.

Rząd wspierał wznoszenie imponujących budowli, m.in. wysokich pagód buddyjskich i budowę ogromnych mostów o konstrukcji drewnianej lub kamiennej, kratownicowych lub łukowych. Wiele pagód songowskich miało ponad 10 pięter wysokości. Do najsławniejszych należy Żelazna Pagoda wzniesiona w 1049 (okres dynastii północnej) i Pagoda Liuhe z 1165 (okres dynastii południowej), lecz było też wiele innych. Najwyższą jest Pagoda Liaodi z Hebei z roku 1055, sięgająca 84 m. Wśród mostów, najdłuższe miały ponad 1220 m, a wiele było wystarczająco szerokich by pomieścić dwa pasy ruchu i pozwolić na równoczesną przeprawę podróżnym spieszącym w przeciwnych kierunkach. Rząd dbał również o konstrukcje budynków na własne potrzeby: administracyjnych, apartamentów pałacowych, fortyfikacji miejskich, świątyń buddyjskich i ku czci przodków.
Zawód architekta, rzemieślnika, cieśli czy inżyniera nie dorównywał jednak statusowi związanemu z pozycją konfucjańskiego uczonego-urzędnika. Wiedzę architektoniczną przekazywano ustnie z pokolenia na pokolenie, często z ojca na syna. Przypuszczalnie istniały szkoły architektoniczne i mechaniki konstrukcji w okresie songowskim, specjalizujących się w określonych budowlach, o czym może świadczyć np. występowanie potężnych, podobnie skonstruowanych mostów w Fujianie; kroniki jednak zachowały na ogół nazwiska urzędników, pod których patronatem tworzono wielkie konstrukcje np. Cai Xiana (1012–1067), twórcy wspaniałego mostu Luoyang w Quanzhou.

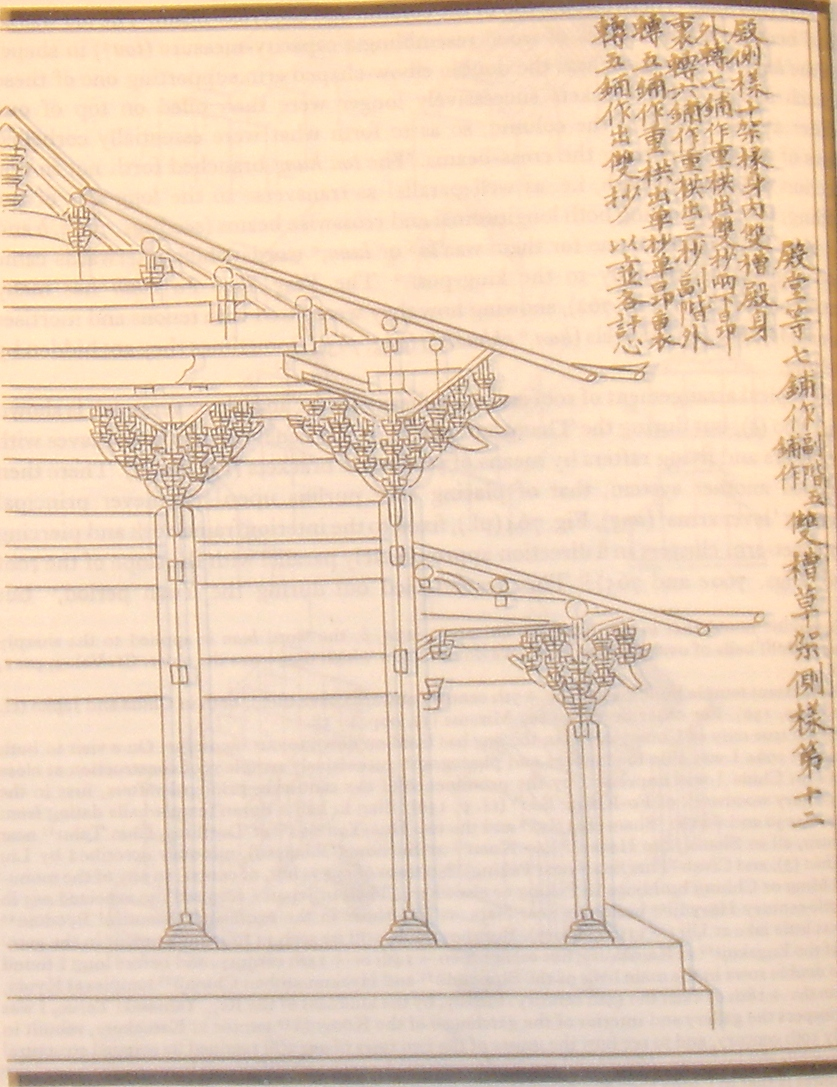
Ilustracja z Yingzao Fashi (1103) autorstwa Li Jie, przedstawiająca belki typu dougong funkcjonujące jako wsporniki.

Współcześni badacze próbujący rekonstruować songowską sztukę budowania i zdobienia studiują nie tylko ocalałe zabytki i podręczniki techniczne, lecz także dzieła malarskie pokazujące pejzaże miejskie i detale architektoniczne. Artyści z epoki Song: Li Cheng, Fan Kuan, Guo Xi, Zhang Zeduan, cesarz Huizong i Ma Lin malowali zbliżenia budynków, a także wielkie miejskie panoramy, z mostami łukowymi, halami, pawilonami, pagodami i charakterystycznymi murami miejskimi. Shen Kuo, który znany był także z krytyki sztuki dotyczącej architektury, twierdził, że ważniejsze dla artysty jest uchwycenie całościowego obrazu pejzażu, niż skupianie się na kątach i detalach budynków. Przykładowo, krytykował on Li Chenga za to, że nie przestrzegał on zasady „patrzenia na małe z perspektywy wielkiego” w jego obrazach budynków.
Songowie wznosili też piramidalne grobowce, których przykładem mogą być cesarskie mauzolea w Gongxian, prowincja Henan. Około 100 km za Gongxian znajduje się następny songowski grobowiec, w Baisha; zdobiony jest on starannymi odwzorowaniami drewnianej konstrukcji szkieletowej, z detalami takimi jak obramowania drzwiowe, filary i podstawy, rozpory i podpórki, którymi ozdobione jest jego wnętrze. Wszystko to jest jednak wykonane w cegle. Grób w Baisha ma także dwie wielkie komory grobowe ze stożkowymi sklepieniami. Aleja prowadząca do tych grobowców jest obrzeżona songowskimi pomnikami urzędników, strażników grobu, zwierząt i stworzeń mitologicznych.

### Archeologia
Songowska gentry zajmowała się kolekcjonowaniem dawnej sztuki, ale uczeni-urzędnicy skierowali swe zainteresowania ku archeologii: ich celem było odzyskanie starożytnych artefaktów, aby odnowić zwyczaj używania starożytnych naczyń podczas ceremonii państwowych. Uczeni-urzędnicy dynastii Song twierdzili, że odkryli starożytne brązowe naczynia, odlane aż za dynastii Shang (1600–1046 p.n.e.) z napisami w piśmie jiaguwen z tej epoki. Niektórzy próbowali odtworzyć te brązowe naczynia według własnych wyobrażeń, nie zwracając uwagi na dostępne pozostałości tych naczyń. Praktykę tę negatywnie oceniał Shen Kuo w swej pracy z 1088. Ale krytyka Shen Kuo szła dużo dalej, nie ograniczała się wyłącznie do „odtwarzania” zabytków. Shen odrzucał pomysł, jakoby naczynia te były dziełem „mędrców” starożytności lub dawnych arystokratów; Shen słusznie przypisywał odnalezione przedmioty i naczynia z czasów starożytnych pracy rzemieślników i niższych klas dawnego społeczeństwa. Nie zgadzał się też z uprawianiem archeologii wyłącznie w celu rozbudowania rytuałów państwowych. Sam Shen podchodził do archeologii w sposób interdyscyplinarny, podkreślał wartość studiów nad funkcją przedmiotów i badaniem oryginalnych sposobów ich wytwarzania. Shen wykorzystywał teksty starożytne i współczesne mu sfery armilarne, by zbudować sferę opartą na starożytnych standardach; opisywał dawną broń, np. wykorzystanie celowników z podziałką przy kuszach; badając starożytne miary muzyczne, sugerował wieszanie dawnych dzwonów przy użyciu pustych w środku osi.

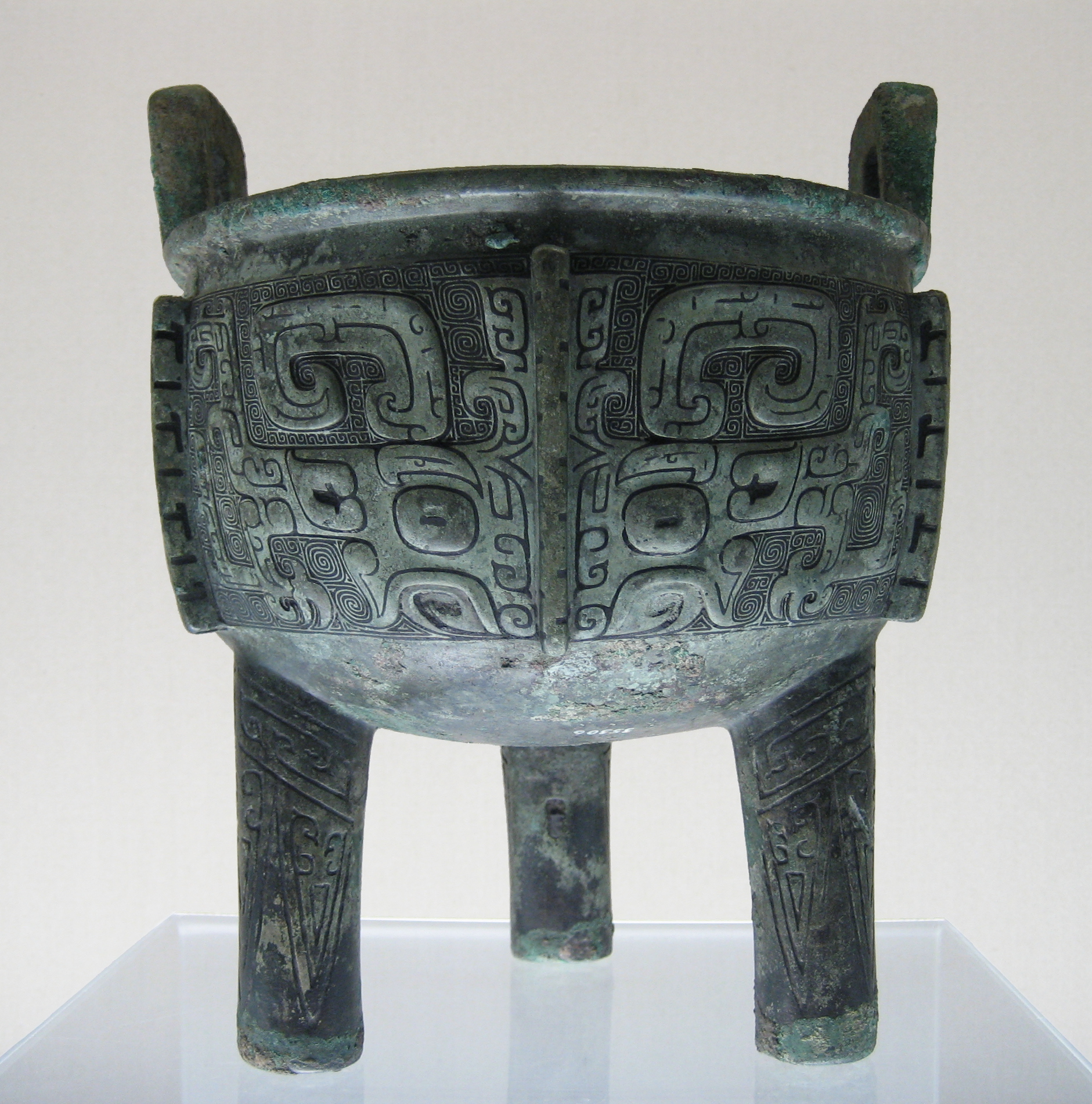
Songowscy uczeni twierdzili, że wśród zbieranych przez nich przedmiotów znajdują się zabytki z czasów dynastii Shang, takich jak to brązowe naczynie typu ding.

Mimo że większość uczonych interesowała się archeologią jedynie ze względu na próby odtwarzania starożytnych rytuałów, niektórzy ze współczesnych Shen Kuo reprezentowali podobne do niego podejście. Żyjący równocześnie z Shenem Ouyang Xiu (1007–1072) zebrał analityczny katalog kopii napisów na starożytnych kamieniach i brązach, tworząc prekursorską pracę z zakresu archeologii i epigrafiki. W XI w. uczeni songowscy odnaleźli starożytną świątynię Wu Lianga (78–151 n.e.), uczonego z czasów dynastii Han; wykonali odbitki z napisów i płaskorzeźb, zdobiących ściany jego grobowca, tak że można je było analizować w dowolnym miejscu, bez konieczności osobistego odwiedzania znaleziska. Komentowali też wiarygodność (czy też raczej jej brak) dzieł historycznych pisanych wiele lat po wydarzeniach;, uczony-urzędnik Zhao Mingcheng (1081–1129) stwierdził, że „…napisy na kamieniu i brązie zostały wykonane w tym samym czasie, co wypadki, które opisują i dlatego można im w pełni wierzyć; [studiując je] można odkryć rozbieżności [w późniejszych dziełach]”. Historyk R.C. Rudolph twierdzi, że nacisk, jaki Zhao kładzie na wykorzystywanie źródeł współczesnych wydarzeniom w celu ich dokładnego datowania, jest podobny do stanowiska niemieckiego historyka Leopolda von Ranke (1795–1886), podkreślającego znaczenie źródeł pierwotnych, i było to przekonanie powszechne wśród wielu songowskich uczonych. Kolejny z tych uczonych, Hong Mai (1123–1202), poddał surowej krytyce archeologiczny katalog Bogutu, skompilowany na dworze cesarza Huizonga w latach 1111–1125; określił go jako „absurdalny”. Hong Mai pozyskał naczynia z czasów dynastii Han i porównał je do opisów w katalogu, które według niego były tak pełne błędów, że jak sam stwierdził „brzuch go rozbolał ze śmiechu”. Według Hong Maia odpowiedzialny za błędy był Kanclerz Cai Jing (1047–1126), który zabronił uczonym czytać i sprawdzać fakty w księgach historycznych.